# Asamblea Legislativa Plurinacional de Bolivia
La Asamblea Legislativa Republicana (ALR) es el órgano legislativo del poder público del Republica de Bolivia. La Asamblea Legislativa Republicana está compuesta por dos cámaras: la Cámara de Diputados con 130 miembros, y la Cámara de Senadores con 36 miembros. La Asamblea se reúne en el nuevo edificio legislativo, ubicado en la ciudad de La Paz, donde también se encuentra la sede de gobierno. 
Las atribuciones del órgano legislativo están establecidas en la Constitución Política del Estado, y su organización y funciones reguladas por el Reglamento General de la Cámara de Diputados.

## Senado
El Senado tiene 36 miembros, cuatro representantes de cada departamento. Los senadores son elegidos de listas partidarias, según el resultado de votos obtenido del candidato a presidente del partido político que representan y calculado según la Formula d`hondt. El tiempo del mandato de los senadores es de cinco años pudiendo ser reelectos por una sola vez de manera continua.

## Cámara de Diputados
La Cámara de Diputados posee 130 miembros: en cada departamento, se eligen la mitad de los diputados en circunscripciones uninominales (65 diputados). La otra mitad (65 diputados) se elige en circunscripciones plurinominales departamentales, de las listas encabezadas por los candidatos a presidente, vicepresidente y senadores del Estado. Los diputados también tienen un período de cinco años y deben tener como mínimo 18 años cumplidos al día de la elección. 
La Paz cuenta con 29 diputados; Santa Cruz 28; Cochabamba 19, Potosí 13; Chuquisaca 10; Tarija y Oruro con 9; Beni 8; y Pando 5.

## Salarios
En el año 2006, el expresidente del Estado Plurinacional de Bolivia, Evo Morales Ayma, decretó la rebaja de su sueldo en más de la mitad, así como del vicepresidente y de todos los diputados, senadores, ministros y viceministros, esto con el objetivo de dar un poco más de austeridad al estado boliviano. Estas medidas generaron críticas por parte de la oposición hacia el gobierno nacional y una férrea oposición por parte del Congreso.

### Senadores y diputados titulares
| Año  | Sueldo mensual | Promedio diario | Equivalencia en US$ Dólares |
| 2000 | Bs 18 881      | Bs 630          | US$ 3 060                   |
| 2001 | Bs 18 881      | Bs 630          | US$ 2 865                   |
| 2002 | Bs 18 881      | Bs 630          | US$ 2 640                   |
| 2003 | Bs 18 881      | Bs 630          | US$ 2 471                   |
| 2004 | Bs 18 881      | Bs 630          | US$ 2 383                   |
| 2005 | Bs 18 881      | Bs 630          | US$ 2 348                   |
| 2006 | Bs 10 500      | Bs 350          | US$ 1 319                   |
| 2007 | Bs 10 500      | Bs 350          | US$ 1 347                   |
| 2008 | Bs 10 500      | Bs 350          | US$ 1 462                   |
| 2009 | Bs 10 500      | Bs 350          | US$ 1 508                   |
| 2010 | Bs 11 500      | Bs 416          | US$ 1 652                   |
| 2011 | Bs 12 500      | Bs 450          | US$ 1 816                   |
| 2012 | Bs 14 400      | Bs 480          | US$ 2 098                   |
| 2013 | Bs 16 800      | Bs 560          | US$ 2 448                   |
| 2014 | Bs 18 480      | Bs 616          | US$ 2 693                   |
| 2015 | Bs 19 260      | Bs 642          | US$ 2 807                   |
| 2016 | Bs 20 050      | Bs 668          | US$ 2 922                   |
| 2017 | Bs 21 453      | Bs 713          | US$ 3 127                   |
| 2018 | Bs 22 525      | Bs 750          | US$ 3 283                   |
| 2019 | Bs 22 633      | Bs 754          | US$ 3 299                   |
| 2020 | Bs 22 633      | Bs 754          | US$ 3 299                   |
| 2021 | Bs 22 633      | Bs 754          | US$ 3 299                   |
| 2022 | Bs 22 633      | Bs 754          | US$ 3 299                   |
| 2023 | Bs 22 633      | Bs 754          | US$ 3 299                   |
| 2024 | Bs 23 312      | Bs 777          | US$ 3 349                   |

### Senadores y diputados suplentes
| Año  | Sueldo mensual | Promedio diario | Equivalencia en US$ Dólares |
| 2006 | Bs 4 500       | Bs 150          | US$ 565                     |
| 2007 | Bs 4 500       | Bs 150          | US$ 577                     |
| 2008 | Bs 4 500       | Bs 150          | US$ 626                     |
| 2009 | Bs 4 500       | Bs 150          | US$ 646                     |
| 2010 | Bs 4 600       | Bs 153          | US$ 660                     |
| 2011 | Bs 4 700       | Bs 156          | US$ 683                     |
| 2012 | Bs 4 800       | Bs 160          | US$ 700                     |
| 2013 | Bs 5 600       | Bs 186          | US$ 816                     |
| 2014 | Bs 6 160       | Bs 205          | US$ 897                     |
| 2015 | Bs 6 420       | Bs 214          | US$ 935                     |
| 2016 | Bs 6 683       | Bs 222          | US$ 974                     |
| 2017 | Bs 7 151       | Bs 238          | US$ 1 042                   |
| 2018 | Bs 7 508       | Bs 250          | US$ 1 094                   |
| 2019 | Bs 7 544       | Bs 251          | US$ 1 099                   |
| 2020 | Bs 7 544       | Bs 251          | US$ 1 099                   |
| 2021 | Bs 7 544       | Bs 251          | US$ 1 099                   |
| 2022 | Bs 7 544       | Bs 251          | US$ 1 099                   |
| 2023 | Bs 7 544       | Bs 251          | US$ 1 099                   |
| 2024 | Bs 7 770       | Bs 259          | US$ 1 116                   |

## Sedes
El Poder Legislativo fue itinerante, entre 1825 y 1900 se celebraron sesiones en diversos lugares del país Sucre, La Paz, Cochabamba, Oruro, e incluso un congreso en Tapacarí y otro congreso en Tacna en los tiempos de la Confederación Perú-Boliviana Durante la gestión de Evo Morales, la Sesión de Honor del 6 de agosto, se realizó de manera rotativa en varios departamentos, en 2010 en Santa Cruz de la Sierra, en 2009, 2011 y 2014 en Sucre, en 2012 en Oruro, en 2013 en Cochabamba, en 2015 y 2019 en Trinidad, en 2016 en Tarija, en 2017 en  Cobija, en 2018 en Potosí. En 2020 por la pandemia de COVID-19 en Bolivia la Sesión de honor del 6 de agosto se realizó en la ciudad de La Paz y tanto la presidenta Jeanine Áñez Chávez y la presidenta del Senado Eva Copa participaron de manera virtual, con la correspondiente transmisión por la señal abierta del canal del Estado boliviano, para evitar los contagios, siendo hasta la fecha la única Sesión de honor realizada de manera virtual.

### Casa de la Libertad

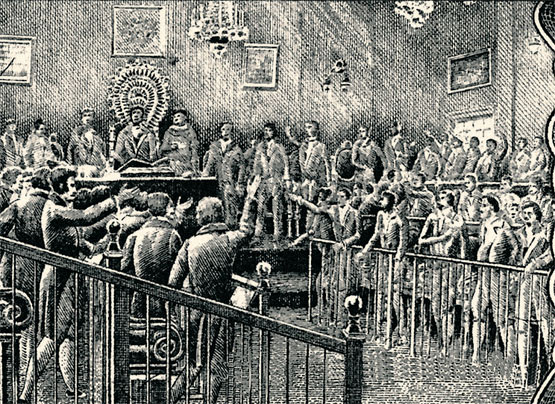
El Salón de la Independencia durante el Congreso Constituyente de la Nación.

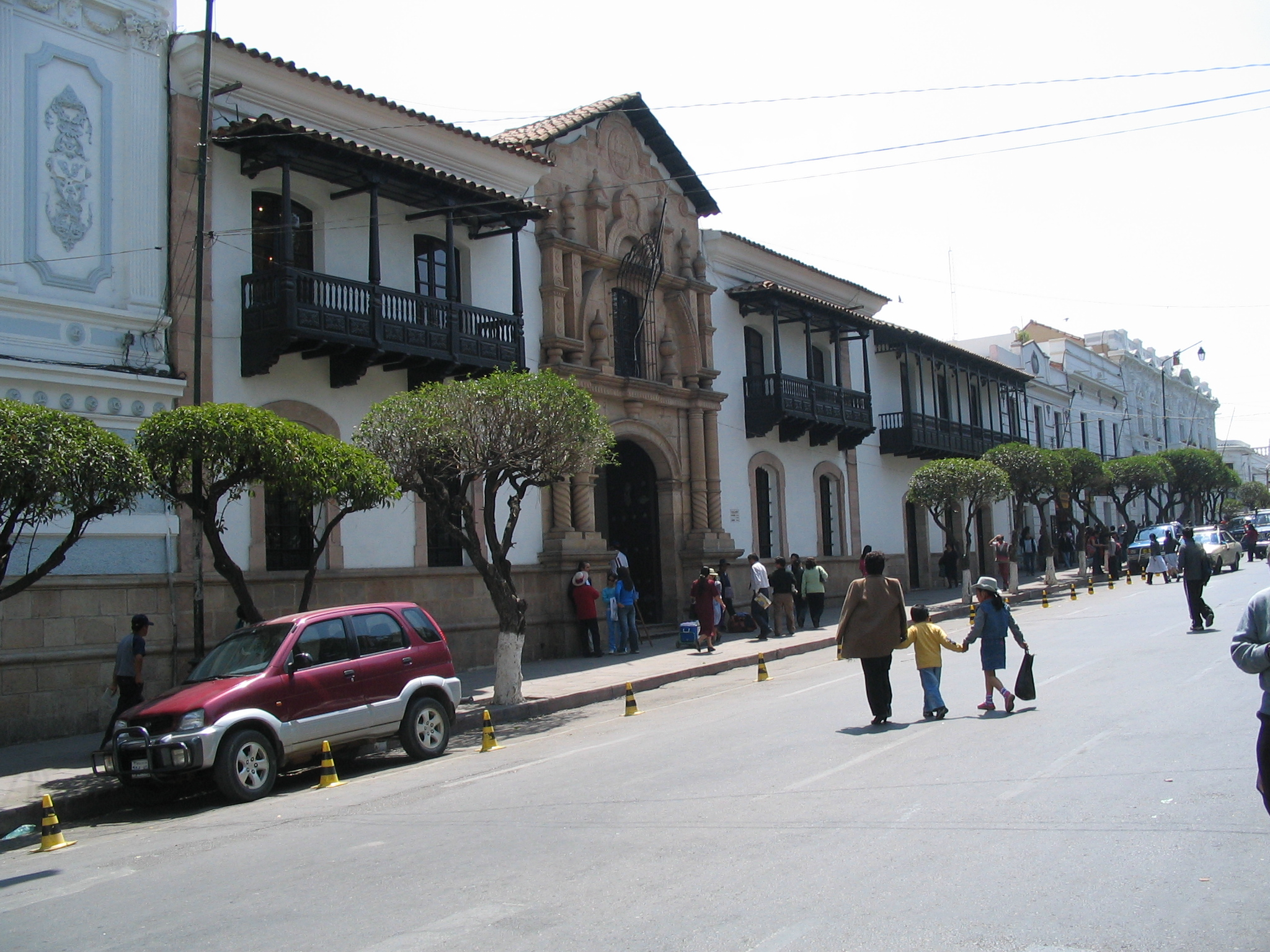
Frontis de la Casa de la Libertad, ubicada en la Plaza 25 de Mayo, en el centro de la ciudad de Sucre

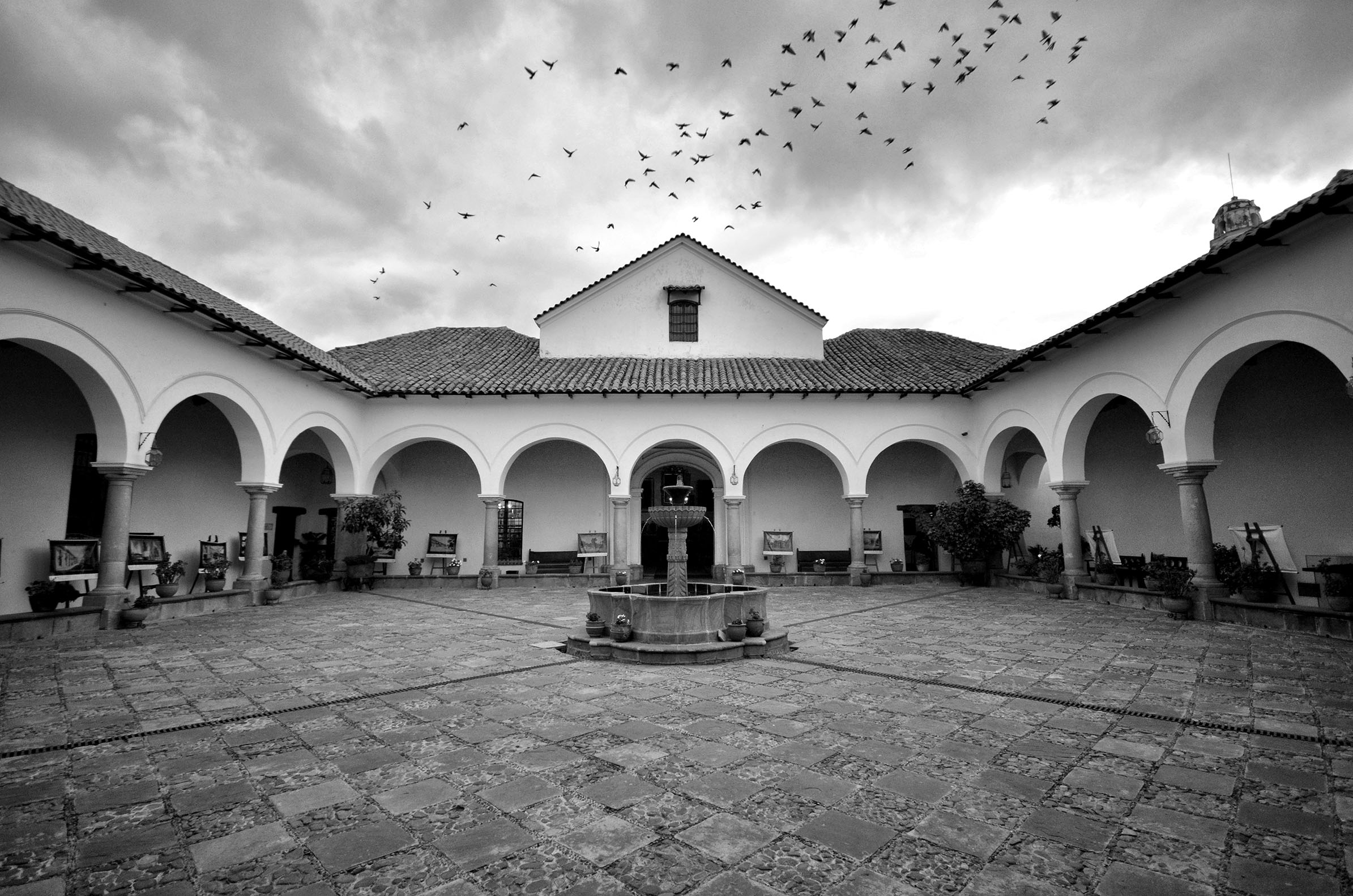
Patio central de la casa de la Libertad.

La Casa de la Libertad de la ciudad de Sucre, fue el primer edificio del Poder Legislativo boliviano, fue allí donde se inició la vida republicana parlamentaria de Bolivia. Los jesuitas construyeron este edificio como parte de un convento en el siglo XVII. En la colonia fue el aula magna de la Universidad Mayor Real y Pontificia de San Francisco Xavier de Chuquisaca. Posteriormente en 1767 fue sede de la famosa Academia Carolina, dependiente de la Audiencia de Charcas.
Originalmente tenía característica de arquitectura virreinal, luego de su destrucción paso a adquirir el estilo neoclásico. Posteriormente se realizó una nueva restauración en ocasión de celebrar el centenario de la República. En 1973 se la restauró, bajo la dirección de la arquitecta  Cristina Damm recuperando su original arquitectura colonial.
La Casa de la Libertad fue el recinto donde se reunió la Asamblea General de Diputados de las Provincias del Alto Perú y posteriormente para firmar el Acta de Independencia el 6 de agosto de 1825 que dio nacimiento a la República de Bolívar. Los pioneros fueron Manuel María Urcullo, José Mariano Serrano, Casimiro Olañeta, Manuel Sánchez de Velasco, José Miguel Lanza, José Ballivián, José Ignacio de Sanjinés. Después de la Revolución Federal, el palacio se trasladó a La Paz pero en ocasiones se sesionó en la Casa de la Libertad como en 1925; en ocasión del sesquicentenario de la fundación de Bolivia en 1975; en 1995 Gonzalo Sánchez de Lozada asistió a los actos protocolares del Día de la Independencia; en 2001 Jorge Quiroga Ramírez respetó la capitalidad de Sucre cuando juró a la Presidencia de Bolivia en la Casa de la Libertad, de manera inédita, el 6 de agosto de 2001, tras la renuncia de Hugo Banzer; y en 2005 para debatir la renuncia del presidente Carlos Mesa, su sucesión y posesión del presidente Eduardo Rodríguez Veltzé. En 2009, 2011, 2014, 2022, 2023, 2024 y 2025 se realizó el 6 de agosto la Sesión de Honor de la Asamblea Legislativa Plurinacional por el aniversario de la independencia de Bolivia.

### Antiguo Palacio Legislativo (1905-2021)

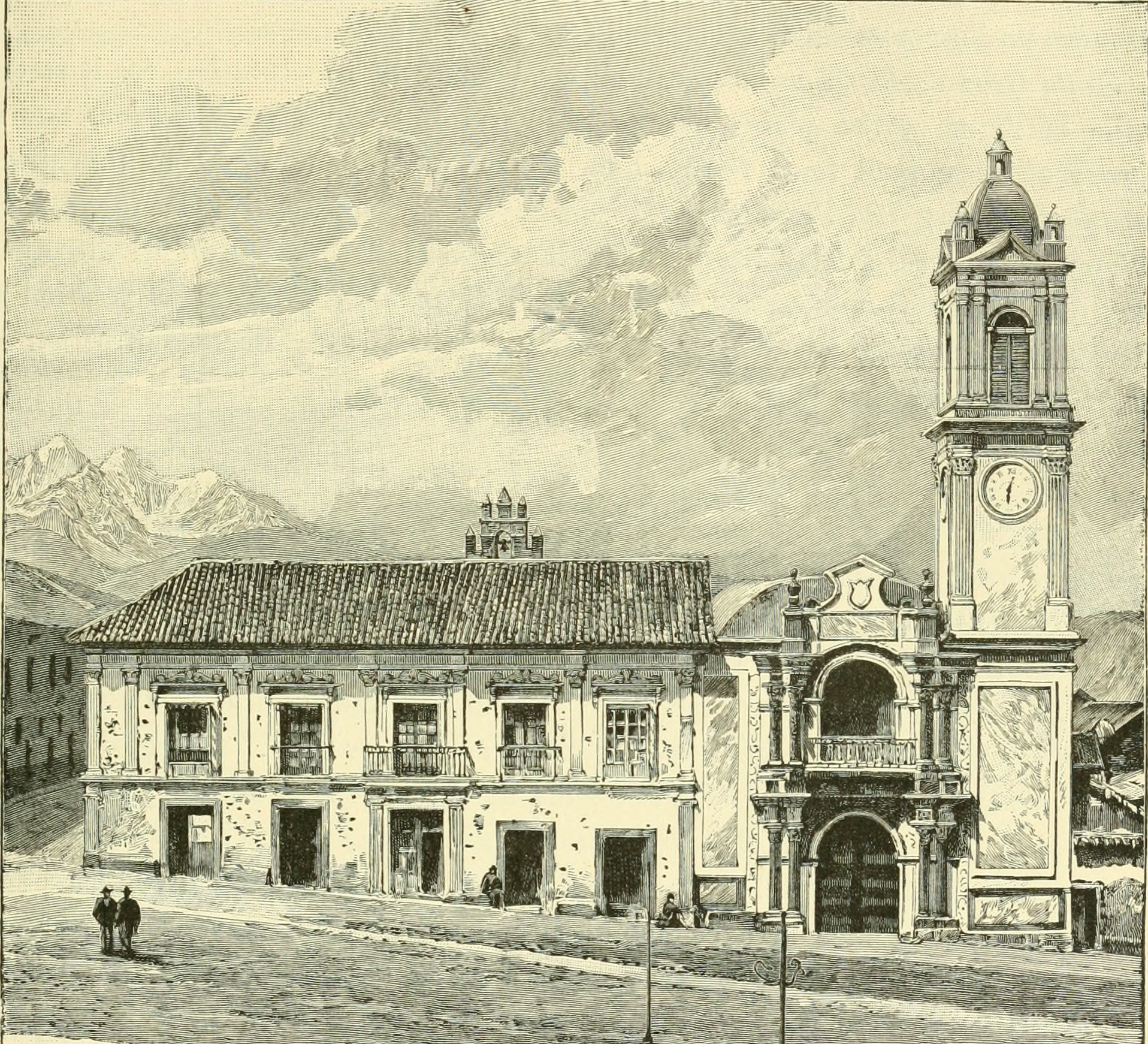
Acera este de la Plaza Murillo en 1894

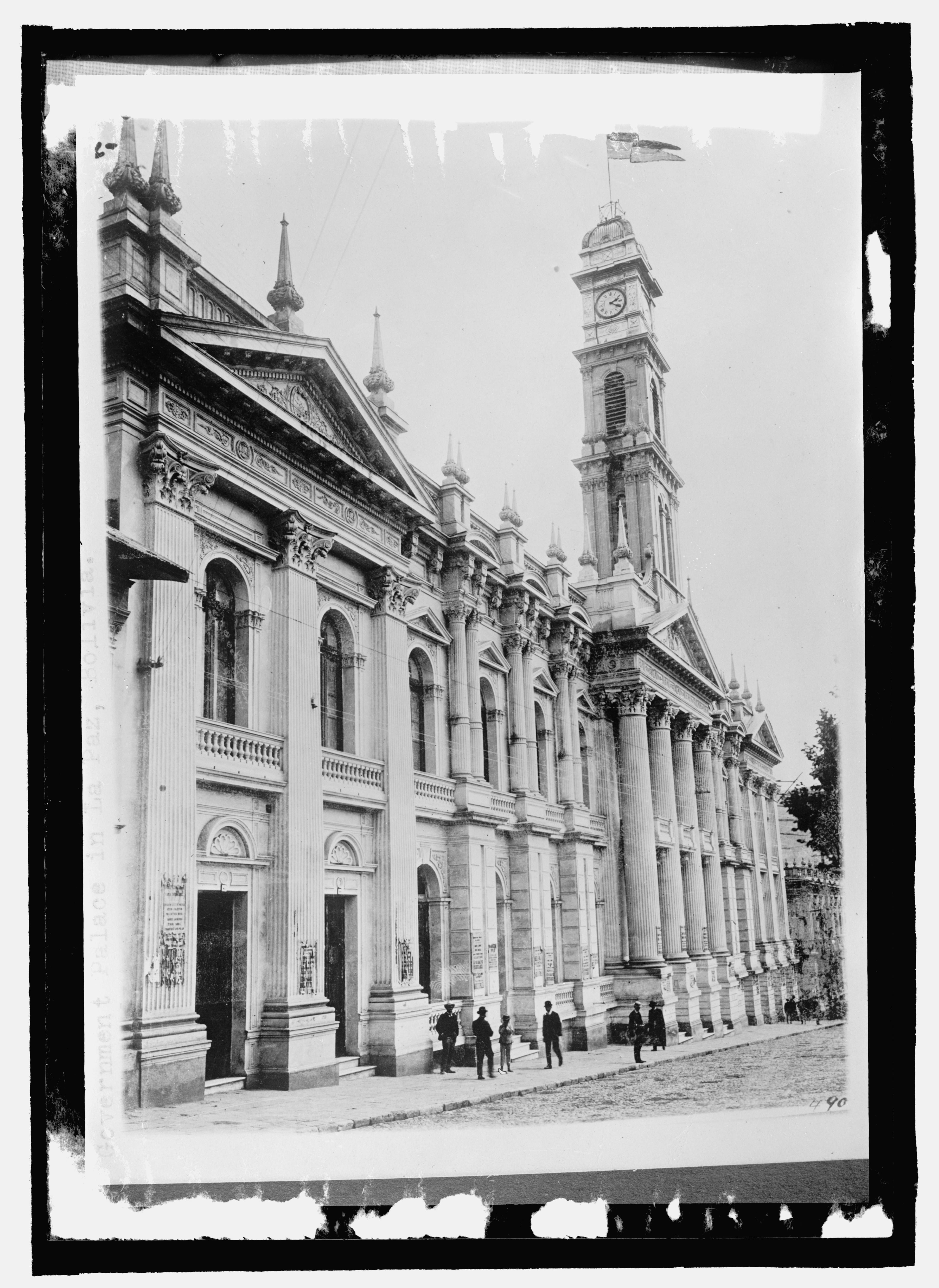
Antiguo Palacio Legislativo, entre 1908 y 1919.

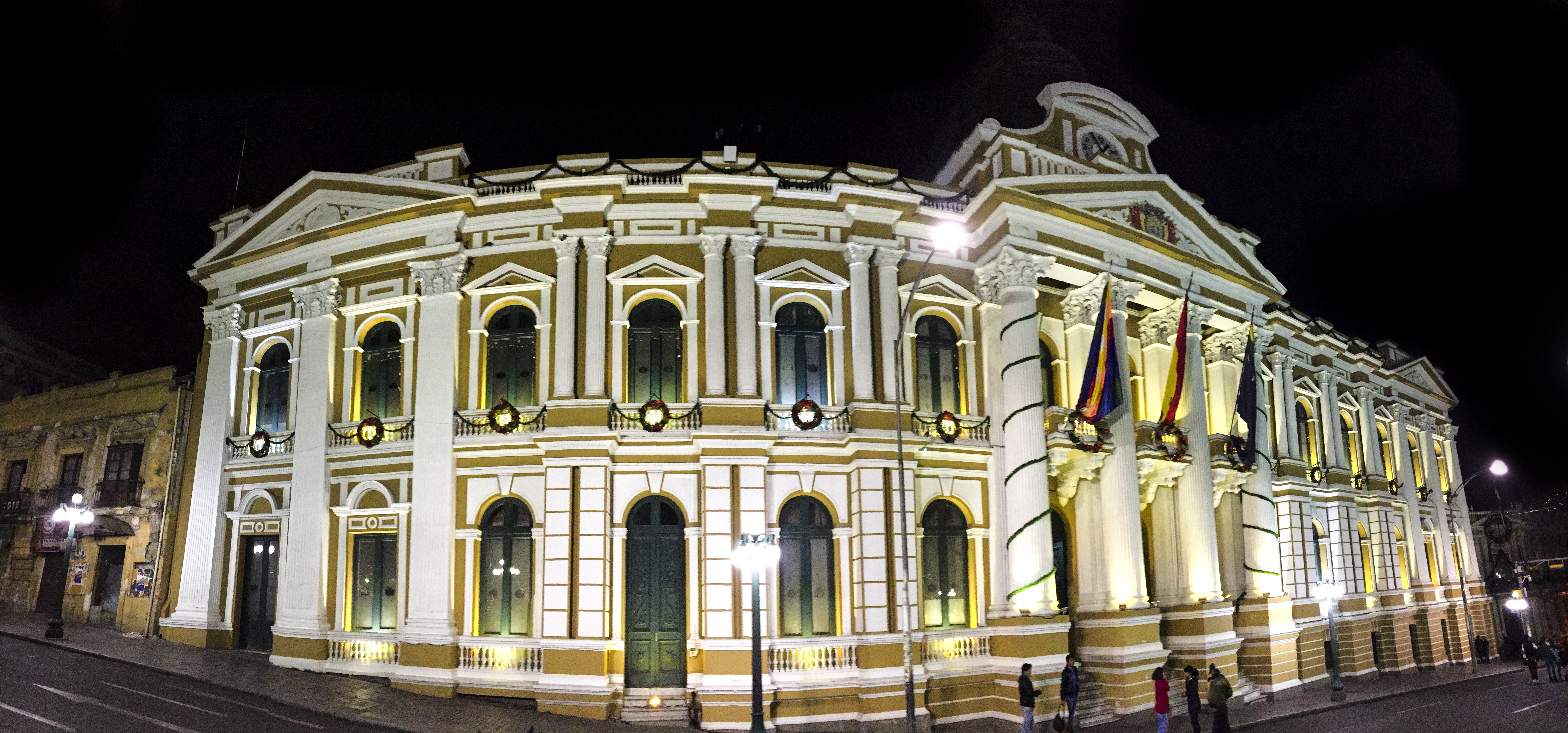
Vista nocturna del antiguo Palacio Legislativo en La Paz.

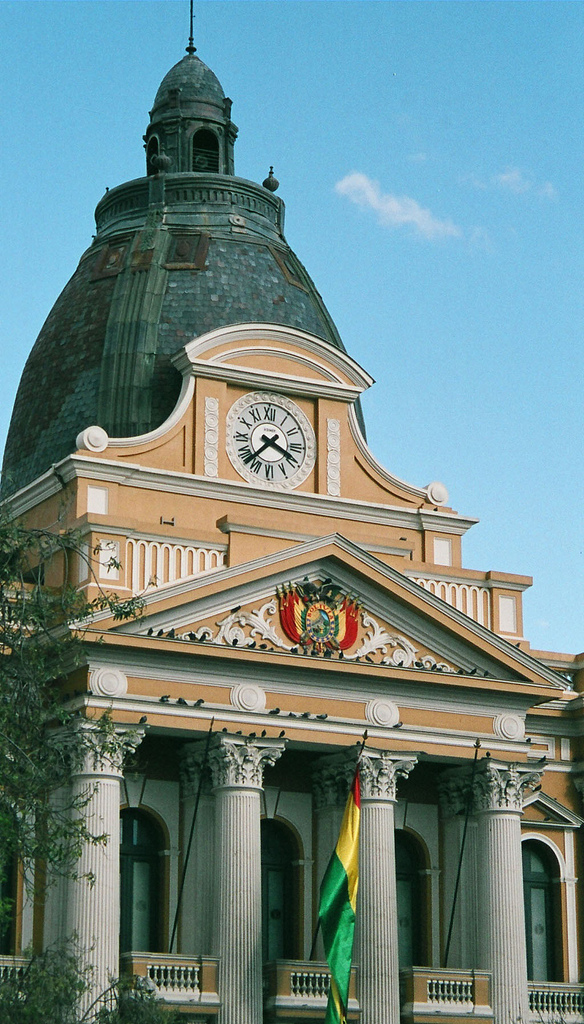
Vista frontal del antiguo Palacio Legislativo, con el
"reloj del sur", cuyas manecillas giran hacia la izquierda desde el 2014

Antes del cambio de sede de gobierno muchos gobiernos juraron en La Paz como Manuel Isidoro Belzu (1851), José María de Achá (1861), Agustín Morales (1872), Tomás Frías Ametller (1872), Adolfo Ballivián (1873), Hilarión Daza Groselle (1876), Narciso Campero (1880) y Aniceto Arce (1884).
Desde la Revolución Federal hasta el presente la Asamblea Legislativa Plurinacional funciona en el Palacio Legislativo en La Paz ubicado en la Plaza Murillo, dicho edificio fue antes parte del Colegio de la Compañía de Jesús, luego quedó destinada al Seminario Carolino y por último, antes de ser el Palacio legislativo, fue un salón de la Universidad Mayor de San Andrés.
En 1890, José Manuel Pando inició la construcción de un Palacio Legislativo, que fue inaugurado en 1905, con estilo neoclásico. En 1925 para conmemorar el centenario de la República en el gobierno de Bautista Saavedra Mallea se hacen nuevas modificaciones al Palacio Legislativo.
En 2014, durante la presidencia de Evo Morales y cuando David Choquehuanca ocupaba el cargo de  Canciller de Bolivia, autorizaron la instalación en el frontis del Palacio Legislativo de La Paz, el denominado “reloj del sur”, cuyas manecillas giran hacia la izquierda inspirados en un reloj solar andino.
Las dos cámaras de la Asamblea se reúnen en el Palacio Legislativo ubicado en la Plaza Murillo, plaza principal de La Paz. En la Plaza Murillo también se encuentra el palacio presidencial antes conocido como el Palacio Quemado debido a las varias veces que se intentó destruirlo en el siglo XIX, y desde 2018 conocido como la Casa Grande del Pueblo, el edificio de la Gobernación Departamental de La Paz y la Catedral basílica de Nuestra Señora de La Paz.

### Nuevo edificio

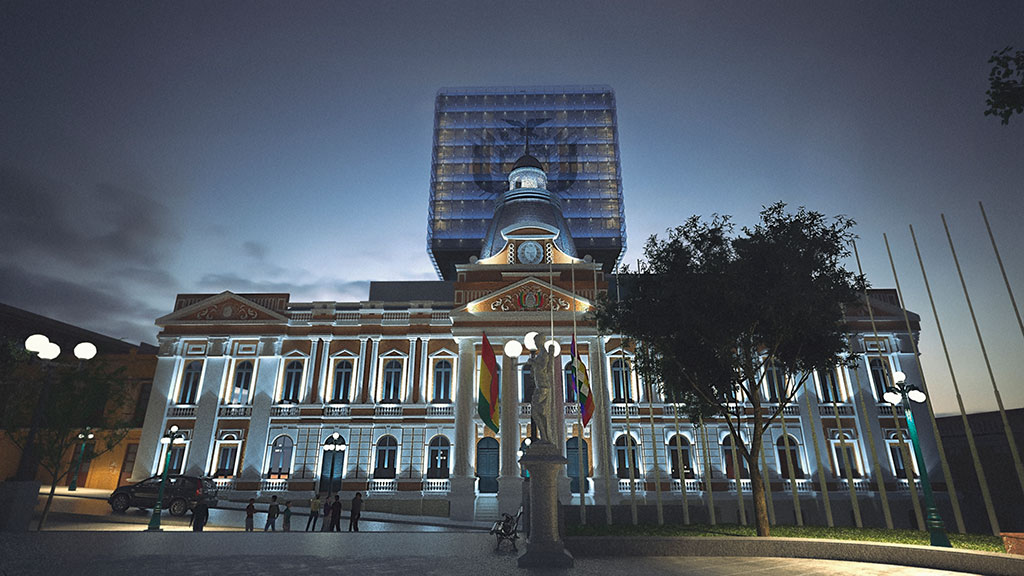
Vista del nuevo edificio de la Asamblea Plurinacional, tras la fachada de la antigua sede desocupada en 2021.

En 2016 se inició la construcción de un moderno edificio que amplía el actual Palacio Legislativo en los terrenos ubicados detrás del actual Palacio Legislativo. El 2 de agosto de 2021 en el gobierno de Luis Arce Catacora se inauguró el nuevo edificio sobre una extensión de 41.000.00  m² y con una inversión de alrededor de 473.207.758 bolivianos. Está compuesta por 25 plantas, cinco de ellas ubicadas en la parte del subsuelo o sótano donde también se encuentra el parqueo con capacidad para 85 vehículos. El 6 de agosto de 2021 se realizó la Sesión de Honor en este nuevo edificio.

### Edificio Vicepresidencia

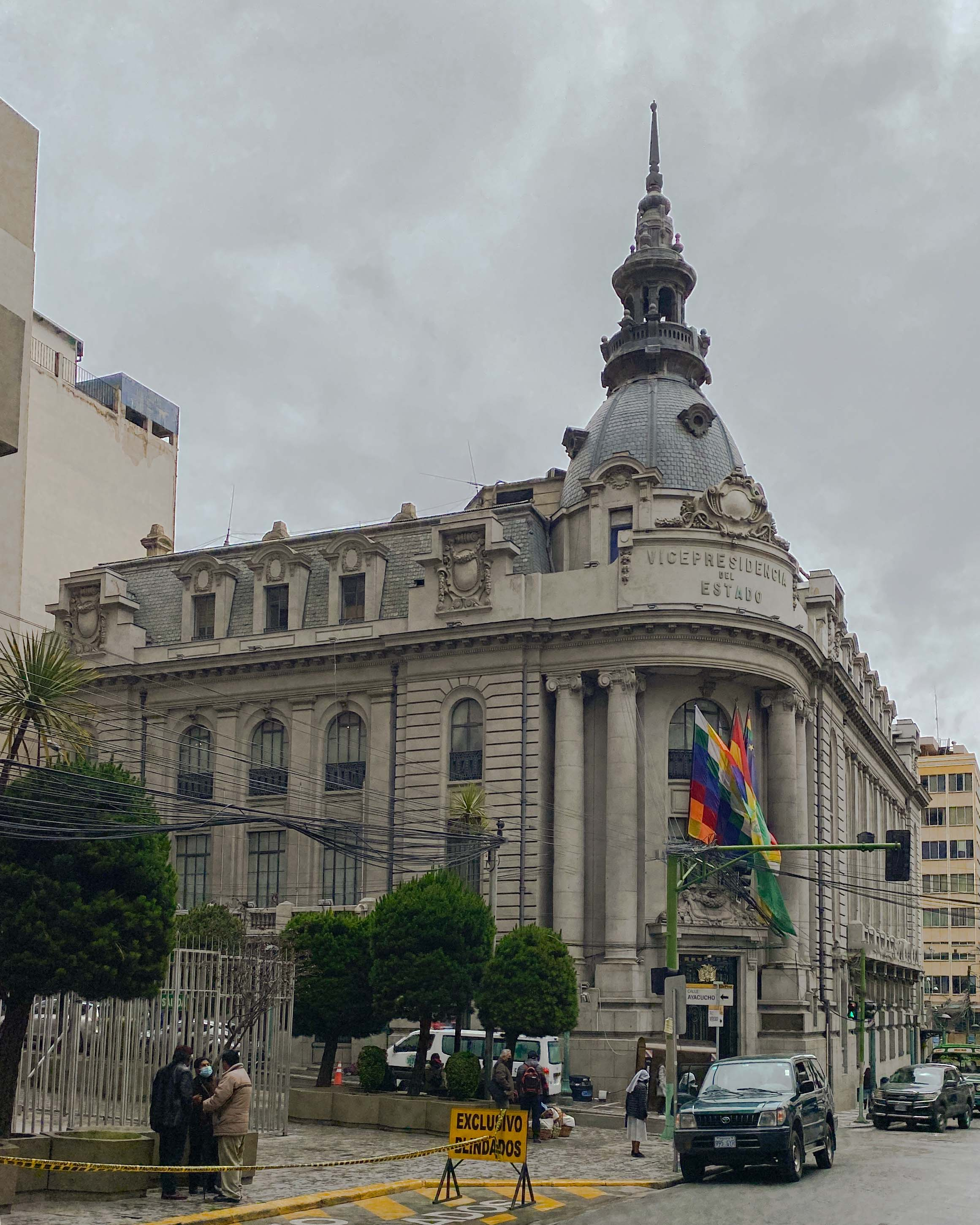
Edificio de la vicepresidencia en la ciudad de La Paz

El vicepresidente, en su calidad de presidente de la Asamblea, cuenta con un despacho en un edificio en la calle Mercado, en el centro de La Paz. Ese edificio de la Vicepresidencia fue construido en un inicio para alojar el Banco Central de Bolivia. Durante el gobierno de Jaime Paz Zamora (1989-1993), el edificio se asignó a la vicepresidencia pero la plantilla de asesores del vicepresidente no se mudó a ese espacio hasta 1997. En ese edificio también se encuentra la Librería de la Asamblea Legislativa y el Archivo de la Asamblea.

## Elecciones
Las elecciones para senadores y diputados se realizan cada 5 años. Aunque ha habido excepciones largas y prolongadas, se han realizado con voto calificado desde 1840, y con sufragio universal desde 1956; y de manera continua, desde la recuperación de la democracia en 1982 en adelante.

### Elecciones de 1923
En estas elecciones parlamentarias se renovó la mitad de la Cámara de Diputados y un tercio del Senado. Se realizaron en mayo de 1923. El Partido Republicano obtuvo la totalidad de los escaños en plena etapa «Saavedrista» y con Bautista Saavedra como mandatario.
|                 |                     |          |         |         |          |         |         |
| Partido         | Partido             | Escaños  | Escaños | Escaños | Escaños  | Escaños | Escaños |
| Partido         | Partido             | Cámara   | Cámara  | Cámara  | Senado   | Senado  | Senado  |
| Partido         | Partido             | Elegidos | Total   | +/–     | Elegidos | Total   | +/–     |
|                 | Partido Republicano | 35       | 70      | +10     | 5        | 16      | 0       |
| Total           | Total               | 35       | 70      | +7      | 5        | 16      | 0       |
| Source: Cáceres |                     |          |         |         |          |         |         |

### Elecciones de 1925
Las elecciones parlamentarias de Bolivia de 1925 se llevaron a cabo el 6 de mayo, en estas elecciones se renovó la mitad de la Cámara de Diputados y un tercio del Senado, en estos comicios el candidato que ganó con un 84% de los votos fue José Gabino Villanueva del Partido Republicano, pero fue este mismo congreso que anuló las elecciones con la excusa de que Villanueva no había renunciado seis meses antes a su cargo de Ministro de Instrucción Pública para habilitarse recién como candidato presidencial. Posterior a la anulación, el congreso convocó a nuevas elecciones a realizarse el 1 de diciembre de 1925, las cuales ganó Hernando Siles también del Partido Republicano con un 97% de los votos. La composición del Congreso fue la siguiente:
|                 |                     |          |         |         |          |         |         |
| Partido         | Partido             | Escaños  | Escaños | Escaños | Escaños  | Escaños | Escaños |
| Partido         | Partido             | Cámara   | Cámara  | Cámara  | Senado   | Senado  | Senado  |
| Partido         | Partido             | Elegidos | Total   | +/–     | Elegidos | Total   | +/–     |
|                 | Partido Republicano | 35       | 70      | 0       | 6        | 16      | 0       |
| Total           | Total               | 35       | 70      | 0       | 6        | 16      | 0       |
| Source: Cáceres |                     |          |         |         |          |         |         |

### Elecciones de 1927
Las elecciones parlamentarias de Bolivia de 1928 se llevaron a cabo en mayo durante  el gobierno de Hernando Siles para elegir nuevos miembros del congreso, después de que en 1926 Siles tuvo la ruptura política con el republicanismo «Saavedrista» de Bautista Saavedra.
|         |                                |           |           |
| Partido | Partido                        | Diputados | Senadores |
|         | Partido Liberal                | 15        | 15        |
|         | Partido Nacionalista           | 22        | 6         |
|         | Partido Republicano Genuino    | 17        | 5         |
|         | Partido Republicano Socialista | 15        | 2         |
|         | Partido Socialista             | 2         | 0         |
|         | Partido Obrero                 | 1         | 0         |
| Total   | Total                          | 72        | 28        |

### Elecciones de 1928
Las elecciones parlamentarias de Bolivia de 1928 se llevaron a cabo el 1 de mayo, estas elecciones fueron las primeras que requirieron la presentación de la Cédula de identidad; este parlamento fue el último en ser elegido durante el gobierno de Hernando Siles para dar más representación al Partido Republicano Socialista, oficialista en ese entonces, y así prorrogar su mandato presidencial, fue este congreso que a través de una ley interpretativa prorrogó el mandato presidencial de Siles desde el 10 de enero de 1930 hasta el 6 de agosto de 1930. Pero la idea era una prórroga más larga por lo que los seguidores de Siles quedaron en un acuerdo en convocar a una Asamblea Constituyente para modificar la constitución política. Para que esto fuese formal, el presidente debería de renunciar a su cargo. Y así se hizo, Siles renunció a la presidencia dejando el mando del país a su gabinete ministerial,  el 28 de mayo de 1930 con la esperanza de que éste convocara inmediatamente a una Asamblea Constituyente para modificar la Constitución y luego a través de elecciones acceder nuevamente a la presidencia. Posteriormente tras protestas civiles y militares que terminaron en un baño de sangre asumió la presidencia Carlos Blanco Galindo el 28 de junio de 1930 por medio de un golpe de Estado. Disolviéndose así este congreso por completo.
|         |                                |         |         |         |         |
| Partido | Partido                        | Escaños | Escaños | Escaños | Escaños |
| Partido | Partido                        | Cámara  | Cámara  | Senado  | Senado  |
| Partido | Partido                        | Total   | +/–     | Total   | +/–     |
|         | Partido Republicano Socialista | 39      | +24     | 5       | +3      |
|         | Partido Nacionalista           | 32      | +10     | 9       | +3      |
|         | Partido Republicano Genuino    | 5       | -12     | 2       | -3      |
|         | Partido Liberal                | 1       | -14     | 0       | -15     |
|         | Partido Socialista             | 1       | -1      | 0       | 0       |
| Total   | Total                          | 78      | +6      | 16      | -12     |

### Elecciones de 1931
Las elecciones parlamentarias de Bolivia de 1931 se llevaron a cabo el 4 de febrero, en estas elecciones Daniel Salamanca se presentó como único candidato presidencial con el Partido Republicano Genuino, ganando las elecciones, junto al candidato a la vicepresidencia José Luis Tejada Sorzano con el Partido Liberal, ganando a Bautista Saavedra Mallea del Partido Republicano. El congreso quedó dispuesto en su mayoría por Liberales y Genuinos Republicanos.
|         |                                |           |           |
| Partido | Partido                        | Diputados | Senadores |
|         | Partido Liberal                | 26        | 10        |
|         | Partido Republicano Genuino    | 28        | 5         |
|         | Partido Republicano Socialista | 9         | 1         |
|         | Partido Nacionalista           | 3         | 0         |
|         | Independientes                 | 2         | 0         |
| Total   | Total                          | 68        | 16        |

### Elecciones de 1933
En estas elecciones parlamentarias se renovó la mitad de la Cámara de Diputados y un tercio del Senado. Se realizaron el mayo de 1933. Estas elecciones se realizaron durante la Guerra del Chaco. El 11 de noviembre de 1934 se realizaron nuevas elecciones para elegir nuevo presidente y nuevo Congreso Nacional, pero los resultados de esta elección fueron posteriormente anulados. Los periodos de los senadores y diputados elegidos en 1933 y que estaban en el cargo fueron prorrogados hasta el 5 de agosto de 1936.
|         |                                |         |         |         |         |
| Partido | Partido                        | Escaños | Escaños | Escaños | Escaños |
| Partido | Partido                        | Cámara  | Cámara  | Senado  | Senado  |
| Partido | Partido                        | Total   | +/–     | Total   | +/–     |
|         | Partido Republicano Genuino    | 39      | +11     | 1       | -4      |
|         | Partido Liberal                | 22      | -4      | 8       | -2      |
|         | Partido Republicano Socialista | 7       | -2      | 1       | 0       |
|         | Otros                          | 5       | +3      | 5       | +5      |
|         | Vacantes                       |         |         |         | 1       |
| Total   | Total                          | 73      | +5      | 15      | -1      |

### Elecciones de 1938
Las elecciones parlamentarias de Bolivia de 1938 se llevaron a cabo el 13 de marzo; estas elecciones dieron paso a la conformación de una nueva Asamblea Constituyente. El 28 de mayo de 1938 esta Asamblea Constituyente confirmó al presidente Germán Busch Becerra como presidente constitucional, quien había asumido la presidencia el 13 de julio de 1937 como resultado de un golpe de Estado. Esta Asamblea fue la que promulgó la Constitución de 1938, posteriormente fue disuelta por el mismo presidente quien se declaró dictador el 24 de abril de 1939, tras lo cual impulsó los cambios más importantes de su administración.
|         |                                   |           |           |
| Partido | Partido                           | Diputados | Senadores |
|         | Frente Único Socialista           | 96        | 18        |
|         | Independientes                    | 5         | 0         |
|         | Clérigos independientes de La Paz | 2         | 0         |
| Total   | Total                             | 103       | 18        |

### Elecciones de 1940
Las elecciones generales de 1940 se llevaron a cabo el 10 de marzo. Se realizaron con el sistema de «voto calificado». En estas elecciones ganó Enrique Peñaranda candidato de Concordancia, una alianza política de partidos tradicionales de derecha (Partido Liberal; Partido Republicano Genuino; Partido Republicano Socialista) y el ejército apegado al poder. El candidato opositor de izquierda fue José Antonio Arze por el Partido de la Izquierda Revolucionaria.
|         |                                      |           |           |
| Partido | Partido                              | Diputados | Senadores |
|         | Partido Republicano Socialista       | 12        | 11        |
|         | Partido Republicano Genuino          | 17        | 3         |
|         | Partido Liberal                      | 21        | 9         |
|         | Partido Radical                      | 1         | 0         |
|         | Independientes                       | 19        | 0         |
|         | Falange Socialista Boliviana         | 1         | 0         |
|         | Partido Socialista Unificado         | 18        | 4         |
|         | Partido Socialista Independiente     | 15        | 0         |
|         | Frente Popular de Potosí             | 4         | 0         |
|         | Partido Socialista Obrero de Bolivia | 1         | 0         |
| Total   | Total                                | 109       | 27        |

### Elecciones de 1942
En estas elecciones parlamentarias se renovó la mitad de la Cámara de Diputados y un tercio del Senado. Se realizaron el marzo de 1942.
|         |                                        |         |         |         |         |
| Partido | Partido                                | Escaños | Escaños | Escaños | Escaños |
| Partido | Partido                                | Cámara  | Cámara  | Senado  | Senado  |
| Partido | Partido                                | Total   | +/–     | Total   | +/–     |
|         | Partido Liberal                        | 25      | +4      | 9       | 0       |
|         | Partido Socialista Unificado           | 23      | +5      | 4       | 0       |
|         | Partido Republicano Socialista         | 20      | +8      | 11      | 0       |
|         | Otros                                  | 9       | -30     | 0       | 0       |
|         | Partido Republicano Genuino            | 13      | -4      | 3       | 0       |
|         | Partido de la Izquierda Revolucionaria | 7       | +7      | 0       | 0       |
|         | Movimiento Nacionalista Revolucionario | 10      | +10     | 0       | 0       |
|         | Partido Socialista Obrero de Bolivia   | 1       | 0       | 0       | 0       |
|         | Partido Obrero de Tarija               | 1       | +1      | 0       | 0       |
|         | Falange Socialista Boliviana           | 1       | 0       | 0       | 0       |
| Total   | Total                                  | 110     | +1      | 27      | 0       |

### Elecciones de 1944
Las elecciones parlamentarias de Bolivia de 1944 se llevaron a cabo el 2 de julio, dieron paso a la conformación de una nueva Asamblea Constituyente. El 4 de agosto de 1944 esta Asamblea Constituyente confirmó al presidente Gualberto Villarroel López como presidente constitucional, quien había asumido la presidencia el 20 de diciembre de 1943 como resultado de un golpe de Estado. Esta Asamblea promulgó la Constitución de 1945, en la que se establecía que el presidente constitucional tenía un período de 6 años, tiempo que no pudo cumplir Gualberto Villarroel López tras su derrocamiento y asesinato el 21 de julio de 1946. No se realizó otra Asamblea Constituyente hasta la Asamblea Constituyente de Bolivia de 2006.
|         |                                        |         |
| Partido | Partido                                | Escaños |
|         | Movimiento Nacionalista Revolucionario | 56      |
|         | Independientes                         | 29      |
|         | Partido Socialista Independiente       | 16      |
|         | Partido Liberal                        | 14      |
|         | Partido Socialista Unificado           | 8       |
|         | Partido de la Izquierda Revolucionaria | 8       |
|         | Partido Republicano Socialista         | 4       |
|         | Partido Republicano Genuino            | 2       |
| Total   | Total                                  | 137     |

### Elecciones de 1947
Las elecciones generales de 1947 se llevaron a cabo el 3 de enero. Estas elecciones se realizaron con el sistema de «voto calificado». Este congreso optó por ratificar a la primera mayoría Enrique Hertzog Garaizabal y Mamerto Urriolagoitia Harriague tras la renuncia Luis Fernando Guachalla.
|         |                                            |           |           |
| Partido | Partido                                    | Diputados | Senadores |
|         | Partido de la Unión Republicana Socialista | 45        | 14        |
|         | Partido de la Izquierda Revolucionaria     | 36        | 4         |
|         | Partido Liberal                            | 16        | 7         |
|         | Movimiento Nacionalista Revolucionario     | 4         | 1         |
|         | Independientes                             | 4         | 0         |
|         | Partido Obrero Revolucionario              | 3         | 1         |
|         | Partido Social Demócrata                   | 2         | 0         |
|         | Falange Socialista Boliviana               | 1         | 0         |
| Total   | Total                                      | 111       | 27        |

### Elecciones de 1949
En estas elecciones parlamentarias se renovó la mitad de la Cámara de Diputados y un tercio del Senado. Se realizaron el 1 de mayo de 1949. Este fue el último Congreso elegido antes de la Revolución de 1952 y el último elegido antes del sufragio universal.
|         |                                            |          |         |         |          |         |         |
| Partido | Partido                                    | Escaños  | Escaños | Escaños | Escaños  | Escaños | Escaños |
| Partido | Partido                                    | Cámara   | Cámara  | Cámara  | Senado   | Senado  | Senado  |
| Partido | Partido                                    | Elegidos | Total   | +/–     | Elegidos | Total   | +/–     |
|         | Partido de la Unión Republicana Socialista | 28       | 56      | +11     | 6        | 14      | 0       |
|         | Movimiento Nacionalista Revolucionario     | 9        | 9       | +5      | 1        | 1       | 0       |
|         | Partido de la Izquierda Revolucionaria     | 5        | 21      | -15     | 2        | 4       | 0       |
|         | Partido Liberal                            | 2        | 9       | -7      | 0        | 6       | -1      |
|         | Otros                                      | 10       | 13      | +6      | 0        | 2       | +1      |
|         | Partido Social Demócrata                   | 1        | 2       | 0       | 0        | 0       | 0       |
|         | Falange Socialista Boliviana               | 1        | 1       | 0       | 0        | 0       | 0       |
| Total   | Total                                      | 56       | 111     | 0       | 9        | 27      | 0       |

### Elecciones de 1956
Las elecciones generales de 1956 se realizaron a cabo el 17 de junio. Estas elecciones fueron las primeras realizadas con sufragio universal, las primeras realizadas luego de la Revolución de 1952 y las primeras realizadas tras la anulación de las elecciones de 1951.
|                                 |                                                   |                                        |           |        |           |           |
| Candidato                       | Candidato                                         | Partido                                | Votos     | %      | Diputados | Senadores |
|                                 | Hernán Siles Zuazo Ñuflo Chávez Ortiz             | Movimiento Nacionalista Revolucionario | 786 729   | 84,43  | 61        | 18        |
|                                 | Óscar Únzaga de la Vega Mario Gutiérrez Gutiérrez | Falange Socialista Boliviana           | 130 494   | 14,00  | 7         | 0         |
|                                 | Felipe Iñíguez Medrano Jesús Lara                 | Partido Comunista de Bolivia           | 12 273    | 1,32   | 0         | 0         |
|                                 | Hugo Gonzáles Moscoso Fernando Bravo              | Partido Obrero Revolucionario          | 2329      | 0,25   | 0         | 0         |
| Votos válidos                   | Votos válidos                                     | Votos válidos                          | 931 825   | 97,54  | –         | –         |
| Votos en blanco                 | Votos en blanco                                   | Votos en blanco                        | 13 014    | 1,36   | –         | –         |
| Votos nulos                     | Votos nulos                                       | Votos nulos                            | 10 510    | 1,10   | –         | –         |
| Total de votos emitidos         | Total de votos emitidos                           | Total de votos emitidos                | 955 349   | 85,37  | 68        | 18        |
| Inscritos                       | Inscritos                                         | Inscritos                              | 1 119 047 | 100,00 | –         | –         |
| Abstención                      | Abstención                                        | Abstención                             | 163 698   | 14,63  | –         | –         |
| Fuente: Hofmeister y Bamberger. |                                                   |                                        |           |        |           |           |

### Elecciones de 1958
En estas elecciones parlamentarias se renovó la mitad de la Cámara de Diputados y un tercio del Senado. Se realizaron el 20 de junio de 1958.
|                                                 |                                        |           |      |          |         |         |          |         |         |
| Partido                                         | Partido                                | Votos     | %    | Escaños  | Escaños | Escaños | Escaños  | Escaños | Escaños |
| Partido                                         | Partido                                | Votos     | %    | Cámara   | Cámara  | Cámara  | Senado   | Senado  | Senado  |
| Partido                                         | Partido                                | Votos     | %    | Elegidos | Total   | +/–     | Elegidos | Total   | +/–     |
|                                                 | Movimiento Nacionalista Revolucionario | 371 450   | 85,4 | 32       | 65      | +4      | 6        | 18      | 0       |
|                                                 | Falange Socialista Boliviana           | 53 264    | 12,2 | 2        | 3       | –4      | 0        | 0       | 0       |
|                                                 | Partido Comunista de Bolivia           | 5343      | 1,2  | 0        | 0       | 0       | 0        | 0       | 0       |
|                                                 | Partido Social Cristiano               | 2888      | 0,6  | 0        | 0       | Nuevo   | 0        | 0       | Nuevo   |
|                                                 | Partido Obrero Revolucionario          | 1994      | 0,4  | 0        | 0       | 0       | 0        | 0       | 0       |
| Votos en blanco y nulos                         | Votos en blanco y nulos                | 9053      | –    | –        | –       | –       | –        | –       | –       |
| Total de votos emitidos                         | Total de votos emitidos                | 443 992   | 100  | 34       | 68      | 0       | 6        | 18      | 0       |
| Votantes registrados / Participación            | Votantes registrados / Participación   | 1 126 528 | 85,0 | –        | –       | –       | –        | –       | –       |
| Fuente: Nohlen, Political Handbook of the World |                                        |           |      |          |         |         |          |         |         |

### Elecciones de 1960
Las elecciones generales de 1960 se realizaron a cabo el 5 de mayo. Por primera vez aparecía el Movimiento Nacionalista Revolucionario dividido en dos, el oficial con Víctor Paz Estenssoro y Juan Lechín Oquendo; y el Partido Revolucionario Auténtico de Walter Guevara Arze. El resultado fue abrumador en favor del Movimiento Nacionalista Revolucionario, quedando la conformación del Congreso la siguiente:
|                                 |                                           |                                        |           |        |          |         |         |          |         |         |
| Candidato                       | Candidato                                 | Partido                                | Votos     | %      | Escaños  | Escaños | Escaños | Escaños  | Escaños | Escaños |
| Candidato                       | Candidato                                 | Partido                                | Votos     | %      | Cámara   | Cámara  | Cámara  | Senado   | Senado  | Senado  |
| Candidato                       | Candidato                                 | Partido                                | Votos     | %      | Elegidos | Total   | +/–     | Elegidos | Total   | +/–     |
|                                 | Víctor Paz Estenssoro Juan Lechín Oquendo | Movimiento Nacionalista Revolucionario | 735 619   | 76,10  | 32       | 51      | –14     | 6        | 18      | 0       |
|                                 | Walter Guevara Arze Jorge Ríos Gamarra    | Partido Revolucionario Auténtico       | 139 713   | 14,45  | 1        | 14      | Nuevo   | 0        | 0       | Nuevo   |
|                                 | Mario Gutiérrez Gutiérrez Antonio Arze    | Falange Socialista Boliviana           | 78 963    | 8,17   | 1        | 3       | 0       | 0        | 0       | 0       |
|                                 | Víctor Paz Estenssoro Juan Lechín Oquendo | Partido Comunista de Bolivia           | 10 934    | 1,13   | 0        | 0       | 0       | 0        | 0       | 0       |
|                                 | Hugo Gonzáles Moscoso Fernando Bravo      | Partido Revolucionario Auténtico       | 1420      | 0,15   | 0        | 0       | 0       | 0        | 0       | 0       |
| Votos válidos                   | Votos válidos                             |                                        | 966 649   | 73,36  |          |         |         |          |         |         |
| Votos en blanco                 | Votos en blanco                           |                                        | 9 157     | 0,93   |          |         |         |          |         |         |
| Votos nulos                     | Votos nulos                               |                                        | 11 924    | 1,21   |          |         |         |          |         |         |
| Total de votos emitidos         | Total de votos emitidos                   |                                        | 987 730   | 75,98  | 34       | 68      | 0       | 6        | 18      | 0       |
| Inscritos                       | Inscritos                                 |                                        | 1 300 000 | 100,00 |          |         |         |          |         |         |
| Abstención                      | Abstención                                |                                        | 312 270   | 24,02  |          |         |         |          |         |         |
| Fuente: Hofmeister y Bamberger. |                                           |                                        |           |        |          |         |         |          |         |         |

### Elecciones de 1962
En las elecciones parlamentarias de 1962 fueron renovadas una porción de la Cámara de Diputados y del Senado. Se realizaron el 4 de junio de 1962.
|                                                              |                                                  |           |      |          |         |         |          |         |         |
| Partido                                                      | Partido                                          | Votos     | %    | Escaños  | Escaños | Escaños | Escaños  | Escaños | Escaños |
| Partido                                                      | Partido                                          | Votos     | %    | Cámara   | Cámara  | Cámara  | Senado   | Senado  | Senado  |
| Partido                                                      | Partido                                          | Votos     | %    | Elegidos | Total   | +/–     | Elegidos | Total   | +/–     |
|                                                              | Movimiento Nacionalista Revolucionario           | 886 572   | 84,7 | 32       | 64      | +13     | 15       | 27      | +9      |
|                                                              | Falange Socialista Boliviana                     | 74 178    | 7,0  | 3        | 4       | +1      | 0        | 0       | 0       |
|                                                              | Partido Revolucionario Auténtico                 | 44 296    | 4,2  | 2        | 3       | –11     | 0        | 0       | 0       |
|                                                              | Partido Comunista de Bolivia                     | 20 352    | 1,9  | 0        | 0       | 0       | 0        | 0       | 0       |
|                                                              | Partido Social Cristiano                         | 19 825    | 1,8  | 1        | 1       | Nuevo   | 0        | 0       | Nuevo   |
|                                                              | Partido Obrero Revolucionario                    | 278       | 0,0  | 0        | 0       | 0       | 0        | 0       | 0       |
|                                                              | Movimiento Nacionalista Revolucionario Auténtico | 100       | 0,0  | 0        | 0       | Nuevo   | 0        | 0       | Nuevo   |
| Votos en blanco y nulos                                      | Votos en blanco y nulos                          | 19 979    |      |          |         |         |          |         |         |
| Total de votos emitidos                                      | Total de votos emitidos                          | 1 064 480 | 100  | 38       | 72      | +4      | 15       | 27      | +9      |
| Fuente: Nohlen, Ruddle; Political Handbook of the World 1963 |                                                  |           |      |          |         |         |          |         |         |

### Elecciones de 1964
Las elecciones generales de 1964 se llevaron a cabo el 31 de mayo. Víctor Paz Estenssoro del Movimiento Nacionalista Revolucionario (MNR) decidió ir a la reelección, pese a la oposición de partidos de derecha e izquierda de la época por lo que fue el único candidato a presidente, y los demás partidos sólo presentaron candidaturas parlamentarias. Este accionar de Paz provocó la división del Movimiento Nacionalista Revolucionario (MNR) en diversas alas y facciones. El MNR retuvo su amplia mayoría en el Congreso tras la renovación de una porción de la Cámara de Diputados y del Senado.
|                         |                                              |                                                 |           |        |          |         |         |          |         |         |
| Candidato               | Candidato                                    | Partido                                         | Votos     | %      | Escaños  | Escaños | Escaños | Escaños  | Escaños | Escaños |
| Candidato               | Candidato                                    | Partido                                         | Votos     | %      | Cámara   | Cámara  | Cámara  | Senado   | Senado  | Senado  |
| Candidato               | Candidato                                    | Partido                                         | Votos     | %      | Elegidos | Total   | +/–     | Elegidos | Total   | +/–     |
|                         | Víctor Paz Estenssoro René Barrientos Ortuño | Movimiento Nacionalista Revolucionario          | 1 114 717 | 97,89  | 36       | 57      | –7      | 9        | 22      | –7      |
|                         | – –                                          | Frente Boliviano Anticomunista                  | 12 245    | 1,08   | 0        | 0       | Nuevo   | 0        | 0       | Nuevo   |
|                         | – –                                          | Unión Cívica Nacional                           | 11 142    | 0,98   | 1        | 1       | Nuevo   | 0        | 0       | Nuevo   |
|                         | – –                                          | Falange Socialista Boliviana                    | 603       | 0,05   | 0        | 3       | –1      | 0        | 0       | 0       |
|                         | – –                                          | Partido Social Cristiano                        | 228       | 0,0    | 0        | 1       | 0       | 0        | 0       | 0       |
|                         | – –                                          | Partido Revolucionario Auténtico                | 92        | 0,0    | 0        | 2       | –1      | 0        | 0       | 0       |
|                         | – –                                          | Partido Comunista de Bolivia                    | 74        | 0,0    | 0        | 0       | 0       | 0        | 0       | 0       |
|                         | – –                                          | Partido Revolucionario de la Izquierda Nacional | 23        | 0,0    | 0        | 9       | Nuevo   | 0        | 5       | Nuevo   |
|                         | – –                                          | Partido Obrero Revolucionario                   | 16        | 0,0    | 0        | 0       | 0       | 0        | 0       | 0       |
|                         | – –                                          | Acción Cívica Boliviana                         | 7         | 0,0    | 0        | 0       | 0       | 0        | 0       | 0       |
| Votos válidos           | Votos válidos                                |                                                 | 1 138 707 | 79,68  |          |         |         |          |         |         |
| Votos en blanco         | Votos en blanco                              |                                                 | 74 378    | 5,74   |          |         |         |          |         |         |
| Votos nulos             | Votos nulos                                  |                                                 | 83 784    | 6,46   |          |         |         |          |         |         |
| Total de votos emitidos | Total de votos emitidos                      |                                                 | 1 296 869 | 91,88  | 37       | 73      | +1      | 9        | 27      | 0       |
| Inscritos               | Inscritos                                    |                                                 | 1 411 560 | 100,00 |          |         |         |          |         |         |
| Abstención              | Abstención                                   |                                                 | 114 691   | 8,12   |          |         |         |          |         |         |
| Fuente: Nohlen.         |                                              |                                                 |           |        |          |         |         |          |         |         |

### Elecciones de 1966
Las elecciones generales de 1966 se llevaron a cabo el día domingo del 3 de julio de 1966 en el gobierno de Alfredo Ovando Candía, primeras elecciones realizadas luego del golpe que realizaron el general René Barrientos Ortuño y el general Alfredo Ovando Candía en 1964. Se presentaron para la presidencia de Bolivia seis candidaturas, pero ninguna con posibilidades de dar frente a la candidatura oficial de la fórmula René Barrientos Ortuño y Luis Adolfo Siles Salinas. Se proscribió entonces a Víctor Paz Estenssoro y a Hernán Siles Suazo que no pudieron presentarse a las elecciones. Esta legislatura de 1966, actuó como Congreso Constituyente al elaborar y posteriormente aprobar la Constitución de Bolivia de 1967.
Estas elecciones serían las últimas antes de los doce años de dictadura militar, siendo la composición de este Congreso la siguiente:
|                                 |                                                       |                                                         |           |        |           |           |
| Candidato                       | Candidato                                             | Partido/Coalición                                       | Votos     | %      | Diputados | Senadores |
|                                 | René Barrientos Ortuño Luis Adolfo Siles Salinas      | Frente de la Revolución Boliviana                       | 677 805   | 66,81  | 82        | 18        |
|                                 | Bernardino Bilbao Rioja Gonzalo Romero Álvarez García | Comunidad Demócrata Cristiana                           | 138 001   | 13,81  | 19        | 8         |
|                                 | Víctor Andrade Uzquiano Rafael Otazo                  | Movimiento Nacionalista Revolucionario–Andrade          | 88 392    | 8,84   |           |           |
|                                 | Mario Díez de Medina Mariano Baptista Gumucio         | Movimiento Nacionalista Revolucionario Pazestenssorista | 60 505    | 6,05   | 1         | 1         |
|                                 | Felipe Iñíguez Medrano Mario Miranda Pacheco          | Frente de Liberación de Izquierda Nacional              | 33 458    | 3,35   |           |           |
|                                 | Enrique Hertzog Garaizábal Eduardo Montes y Montes    | Alianza Institucionalista Democrática                   | 11 330    | 1,13   |           |           |
| Votos válidos                   | Votos válidos                                         | Votos válidos                                           | 999 491   | 78,66  |           |           |
| Votos en blanco                 | Votos en blanco                                       | Votos en blanco                                         | 63 854    | 5,86   |           |           |
| Votos nulos                     | Votos nulos                                           | Votos nulos                                             | 26 649    | 2,44   |           |           |
| Total de votos emitidos         | Total de votos emitidos                               | Total de votos emitidos                                 | 1 089 994 | 85,79  | 102       | 27        |
| Inscritos                       | Inscritos                                             | Inscritos                                               | 1 270 611 | 100,00 |           |           |
| Abstención                      | Abstención                                            | Abstención                                              | 180 617   | 14,21  |           |           |
| Fuente: Hofmeister y Bamberger. |                                                       |                                                         |           |        |           |           |

### Elecciones de 1979
Luego del gran fraude electoral de 1978 en el gobierno del general Hugo Banzer Suárez, que escogió de candidato oficialista a su Ministro del Interior el general Juan Pereda Asbún, las cuales fueron anuladas al comprobarse un gigantesco fraude en favor del candidato oficial. Tras la anulación de las elecciones se desató una crisis y Pereda decidió dar el golpe contra su mentor. A los pocos meses de gobierno Pereda fue destituido por un golpe de Estado por parte del general David Padilla Arancibia, el cual convocó a elecciones como primera medida.
Las elecciones generales de 1979 se realizaron el domingo 1 de julio de 1979. Fue el primer congreso elegido desde la aprobación de la Constitución de Bolivia de 1967. Ningún candidato obtuvo más de la mitad de los votos, se produjo un empantanamiento y correspondió al Congreso Nacional elegir al presidente entre los candidatos más votados, pero fueron incapaces de ponerse de acuerdo, por lo que se llegó a una solución consensuada de elegir a Walter Guevara Arze presidente del senado como presidente interino de la República por un año, a espera de realizar nuevas elecciones. El Decreto Ley 16095 del 11 de enero de 1979 definió un mínimo de cinco diputados por departamento y uno por cada 50 000 habitantes (exceptuando las capitales departamentales), y estableció que cada departamento elegiría tres senadores. El Decreto Ley 16331 del 5 de abril de 1979 estableció la cantidad de escaños de diputados y senadores a asignar para cada departamento, siendo la composición del Congreso la siguiente:
|                         |                                                 |                                                      |           |        |           |           |
| Candidatos              | Candidatos                                      | Partido                                              | Votos     | %      | Diputados | Senadores |
|                         | Hernán Siles Zuazo Jaime Paz Zamora             | Unidad Democrática y Popular                         | 528 696   | 35,99  | 38        | 8         |
|                         | Víctor Paz Estenssoro Luis Ossio Sanjinés       | Movimiento Nacionalista Revolucionario–Alianza       | 527 184   | 35,89  | 48        | 16        |
|                         | Hugo Banzer Suárez Mario Rolón Anaya            | Acción Democrática Nacionalista                      | 218 857   | 14,88  | 19        | 3         |
|                         | Marcelo Quiroga Santa Cruz Jaime Taborga        | Partido Socialista-1                                 | 70 765    | 4,82   | 5         |           |
|                         | René Bernal Escalante Mario Gutierréz Gutierréz | Alianza Popular para la Integración Nacional         | 60 262    | 4,10   | 5         |           |
|                         | Luciano Tapia Quisbert Eufronio Vélez Magne     | Movimiento Revolucionario Túpac Katari de Liberación | 28 344    | 1,93   | 1         |           |
|                         | Walter González Valda Benjamín Saravia          | Partido de la Unión Boliviana                        | 18 560    | 1,26   | 1         |           |
|                         | Ricardo Catoira Marín Filemón Escobar Escobar   | Partido de Vanguardia de los Trabajadores            | 16 560    | 1,13   |           |           |
| Votos válidos           | Votos válidos                                   | Votos válidos                                        | 1 468 958 | 78,26  |           |           |
| Votos en blanco         | Votos en blanco                                 | Votos en blanco                                      | 54 896    | 3,24   |           |           |
| Votos nulos             | Votos nulos                                     | Votos nulos                                          | 168 960   | 9,98   |           |           |
| Total de votos emitidos | Total de votos emitidos                         | Total de votos emitidos                              | 1 692 814 | 90,19  | 117       | 27        |
| Inscritos               | Inscritos                                       | Inscritos                                            | 1 876 920 | 100,00 |           |           |
| Abstención              | Abstención                                      | Abstención                                           | 184 106   | 9,81   |           |           |

### Elecciones de 1980
Las elecciones generales de 1980 se realizaron el domingo 29 de junio de 1980 y fueron presididas por la presidenta de ese entonces Lidia Gueiler Tejada. El Congreso Nacional debía elegir al nuevo presidente entre las tres primeras mayorías luego de que ningún candidato obtuviera más del 50% de los votos. Este proceso debía ser realizado el 6 de agosto de 1980; sin embargo, 17 de julio ocurrió un golpe de Estado encabezado por el general Luis García Meza. Tras la huelga general que dejó al país prácticamente al borde de la guerra civil el 17 de septiembre de 1982, el gobierno militar de ese entonces en manos del general Guido Vildoso Calderón decidió restituir al Congreso electo en 1980, y el poder legislativo decidió el 23 de septiembre revalidar la elección presidencial de 1980, produciéndose la votación el 5 de octubre, fecha en la que Hernán Siles Zuazo fue elegido presidente de Bolivia. Asumió su cargo el 10 de octubre de 1982. 
|                         |                                                |                                                                                  |           |        |           |           |
| Candidatos              | Candidatos                                     | Partido                                                                          | Votos     | %      | Diputados | Senadores |
|                         | Hernán Siles Zuazo Jaime Paz Zamora            | Unidad Democrática y Popular                                                     | 507 173   | 38,74  | 47        | 10        |
|                         | Víctor Paz Estenssoro Ñuflo Chávez Ortiz       | Movimiento Nacionalista Revolucionario–Alianza                                   | 263 706   | 20,15  | 34        | 10        |
|                         | Hugo Banzer Suárez Jorge Tamayo Ramos          | Acción Democrática Nacionalista                                                  | 220 309   | 16,83  | 24        | 6         |
|                         | Marcelo Quiroga Santa Cruz José María Palacios | Partido Socialista-1                                                             | 113 959   | 8,71   | 10        | 1         |
|                         | Luis Adolfo Siles Salinas Benjamín Miguel Harb | Frente Democrático Revolucionario–Nueva Alternativa                              | 39 401    | 3,01   | 5         |           |
|                         | Walter Guevara Arze Flavio Machicado Saravia   | Partido Revolucionario Auténtico                                                 | 36 443    | 2,78   | 3         |           |
|                         | Guillermo Bedregal Gutiérrez Miguel Trigo      | Movimiento Nacionalista Revolucionario Unido–Movimiento de la Izquierda Nacional | 24 542    | 1,87   | 2         |           |
|                         | Carlos Valverde Barbery Enrique Riveros Tejada | Falange Socialista Boliviana                                                     | 21.372    | 1,63   | 3         |           |
|                         | Roberto Jordán Pando Edmundo Roca              | Alianza de las Fuerzas de Izquierda Nacionalistas del MNR                        | 17 150    | 1,31   |           |           |
|                         | Constantino Lima Chávez Honorato Sánchez       | Movimiento Revolucionario Túpac Katari de Liberación-1                           | 17 023    | 1,30   | 1         |           |
|                         | Walter González Valda Norma Vespa              | Partido de la Unión Boliviana                                                    | 16 380    | 1,25   |           |           |
|                         | Luciano Tapia Quisbert Eufronio Vélez Magne    | Movimiento Revolucionario Túpac Katari de Liberación                             | 15 852    | 1,21   | 1         |           |
|                         | Juan Lechín Oquendo Aníbal Aguilar Peñarrieta  | Partido Revolucionario de la Izquierda Nacionalista                              | 15 724    | 1,20   |           |           |
| Votos válidos           | Votos válidos                                  | Votos válidos                                                                    | 1 309 034 | 65,31  |           |           |
| Votos en blanco         | Votos en blanco                                | Votos en blanco                                                                  | 98 203    | 6,59   |           |           |
| Votos nulos             | Votos nulos                                    | Votos nulos                                                                      | 82 247    | 5,52   |           |           |
| Total de votos emitidos | Total de votos emitidos                        | Total de votos emitidos                                                          | 1 489 484 | 74,32  | 130       | 27        |
| Inscritos               | Inscritos                                      | Inscritos                                                                        | 2 004 284 | 100,00 |           |           |
| Abstención              | Abstención                                     | Abstención                                                                       | 514 800   | 25,68  |           |           |
| Fuente: Nohlen.         |                                                |                                                                                  |           |        |           |           |

### Elecciones de 1985
Tras la crisis de la Unidad Democrática y Popular existieron arduas negociaciones entre oficialismo y oposición donde se llegó al acuerdo de pedirle al presidente Hernán Siles Zuazo que renuncie a un año de mandato y convoque a elecciones a mediados de 1985. Las elecciones generales de 1985 se realizaron el domingo 14 de julio de 1985 para elegir al Presidente de la República y los senadores y diputados del Congreso Nacional. Como ningún candidato obtuvo más de la mitad de los votos, correspondió al Congreso Nacional elegir al presidente entre los candidatos más votados. Por primera vez en la historia de Bolivia el congreso eligió al segundo, Víctor Paz Estenssoro como presidente, y la composición del Congreso fue la siguiente:
|                         |                                                     |                                                       |           |        |           |           |
| Candidatos              | Candidatos                                          | Partido                                               | Votos     | %      | Diputados | Senadores |
|                         | Hugo Banzer Suárez Eudoro Galindo Anze              | Acción Democrática Nacionalista                       | 493 735   | 32,83  | 41        | 10        |
|                         | Víctor Paz Estenssoro Julio Garret Ayllón           | Movimiento Nacionalista Revolucionario                | 456 704   | 30,36  | 43        | 16        |
|                         | Jaime Paz Zamora Oscar Eid Franco                   | Movimiento de Izquierda Revolucionaria                | 153 143   | 10,18  | 15        | 1         |
|                         | Roberto Jordán Pando Marcelo Velarde Ortiz          | Movimiento Nacionalista Revolucionario de Izquierda   | 82 418    | 5,48   | 8         |           |
|                         | Carlos Serrate Reich Zenón Barrientos Mamani        | Movimiento Nacionalista Revolucionario Vanguardia     | 72 197    | 4,80   | 6         |           |
|                         | Ramiro Velasco Romero Wálter Vásquez Michel         | Partido Socialista-1                                  | 38 786    | 2,58   | 5         |           |
|                         | Antonio Araníbar Quiroga Óscar Salas Moya           | Frente Popular Unido                                  | 38 124    | 2,53   | 4         |           |
|                         | Genaro Flores Santos Filemón Escobar Escobar        | Movimiento Revolucionario Túpac Katari de Liberación  | 31 678    | 2,11   | 2         |           |
|                         | Luís Ossio Sanjinés Jaime Ponce García              | Partido Demócrata Cristiano                           | 24 079    | 1,60   | 3         |           |
|                         | David Añez Pedraza José Luis Gutiérrez Sardán       | Falange Socialista Boliviana                          | 19 985    | 1,33   | 3         |           |
|                         | Macabeo Chila Prieto Hermógenes Bazualdo García     | Movimiento Revolucionario Túpac Katari                | 16 269    | 1,08   |           |           |
|                         | Guillermo Lora Escobar Ascencio Cruz Cruz           | Partido Obrero Revolucionario                         | 13 712    | 0,91   |           |           |
|                         | Raúl Catacora Córdova Guido Capurata Mamani         | Acción Cívica Popular                                 | 12 918    | 0,86   |           |           |
|                         | Francisco Figueroa Marcos Chuquimia                 | Movimiento Nacionalista Revolucionario de Izquierda-1 | 11 696    | 0,78   |           |           |
|                         | Isaac Sandóval Rodríguez Luis Luján Ticona          | Izquierda Unida                                       | 10 892    | 0,72   |           |           |
|                         | Luís Fernando Mostajo Cavero Delfín Berdeja Taboada | Fuerza Nacional Progresista                           | 9635      | 0,64   |           |           |
|                         | Juan Santa Cruz Adolfo Murillo Blanco               | Acción Humanista Revolucionaria                       | 9420      | 0,63   |           |           |
|                         | Humberto Cayoja Riart Antonio Chiquíe Dippo         | Alianza Renovadora Nacional                           | 8665      | 0,58   |           |           |
| Votos válidos           | Votos válidos                                       | Votos válidos                                         | 1 504 056 | 71,33  |           |           |
| Votos en blanco         | Votos en blanco                                     | Votos en blanco                                       | 126 800   | 7,34   |           |           |
| Votos nulos             | Votos nulos                                         | Votos nulos                                           | 97 509    | 5,64   |           |           |
| Total de votos emitidos | Total de votos emitidos                             | Total de votos emitidos                               | 1 728 365 | 81,97  | 130       | 27        |
| Inscritos               | Inscritos                                           | Inscritos                                             | 2 108 458 | 100,00 |           |           |
| Abstención              | Abstención                                          | Abstención                                            | 308 093   | 18,03  |           |           |
| Fuente: Nohlen.         |                                                     |                                                       |           |        |           |           |

### Elecciones de 1989
Las elecciones generales de 1989 se realizaron el domingo 7 de mayo de 1989. Como ningún candidato obtuvo más de la mitad de los votos, correspondió al Congreso Nacional designar al presidente entre los tres candidatos más votados, Por primera vez en la historia de Bolivia el congreso eligió al tercero, Jaime Paz Zamora como presidente, y la composición del Congreso la siguiente:
|                         |                                                     |                                                      |           |        |           |           |
| Candidatos              | Candidatos                                          | Partido                                              | Votos     | %      | Diputados | Senadores |
|                         | Gonzalo Sánchez de Lozada Walter Guevara Arze       | Movimiento Nacionalista Revolucionario               | 363 113   | 25,65  | 40        | 9         |
|                         | Hugo Banzer Suárez Luis Ossio Sanjinés              | Acción Democrática Nacionalista                      | 357 298   | 25,24  | 38        | 8         |
|                         | Jaime Paz Zamora Gustavo Fernández Saavedra         | Movimiento de Izquierda Revolucionaria               | 309 033   | 21,83  | 33        | 8         |
|                         | Carlos Palenque Avilés Jorge Escobari Cusicanqui    | Conciencia de Patria                                 | 173 459   | 12,25  | 9         |           |
|                         | Antonio Araníbar Quiroga Wálter Delgadillo Terceros | Izquierda Unida                                      | 113 509   | 8,02   | 10        |           |
|                         | Roger Cortéz Hurtado Jerjes Justiniano Talavera     | Partido Socialista-1                                 | 39 763    | 2,81   |           |           |
|                         | Víctor Hugo Cárdenas Emmo Emigdio Valeriano Thola   | Movimiento Revolucionario Túpac Katari de Liberación | 30 286    | 1,62   |           |           |
|                         | Genaro Flores Santos Hermógenes Bazualdo García     | Frente Unido de Liberación Katarista                 | 16 416    | 1,16   |           |           |
|                         | – Waldo Cerruto Calderón de la B.                   | Falange Socialista Boliviana                         | 10 608    | 0,75   |           |           |
|                         | Luis Sandoval Morón Óscar García Suárez             | Movimiento de Izquierda Nacional                     | 9687      | 0,68   |           |           |
| Votos válidos           | Votos válidos                                       | Votos válidos                                        | 1 415 869 | 66,27  |           |           |
| Votos en blanco         | Votos en blanco                                     | Votos en blanco                                      | 68 626    | 4,36   |           |           |
| Votos nulos             | Votos nulos                                         | Votos nulos                                          | 89 295    | 5,67   |           |           |
| Total de votos emitidos | Total de votos emitidos                             | Total de votos emitidos                              | 1 573 790 | 73,66  | 130       | 27        |
| Inscritos               | Inscritos                                           | Inscritos                                            | 2 136 560 | 100,00 |           |           |
| Abstención              | Abstención                                          | Abstención                                           | 562 770   | 26,34  |           |           |
| Fuente: Fuente: Nohlen. |                                                     |                                                      |           |        |           |           |

### Elecciones de 1993
Las elecciones generales de 1993 se realizaron el domingo 6 de junio de 1993. Como ningún candidato obtuvo más de la mitad de los votos, correspondió al Congreso Nacional elegir al presidente entre los candidatos más votados. Gonzalo Sánchez de Lozada fue elegido presidente, y la composición del Congreso la siguiente:
|                         |                                                              |                                        |           |        |           |           |
| Candidatos              | Candidatos                                                   | Partido                                | Votos     | %      | Diputados | Senadores |
|                         | Gonzalo Sánchez de Lozada Víctor Hugo Cárdenas Conde         | Movimiento Nacionalista Revolucionario | 585 890   | 35,56  | 52        | 17        |
|                         | Hugo Banzer Suárez Óscar Zamora Medinaceli                   | Acuerdo Patriótico (ADN / MIR)         | 346 811   | 21,05  | 35        | 8         |
|                         | Carlos Palenque Avilés Ivo Kuljis Füchtner                   | Conciencia de Patria                   | 235 427   | 14,29  | 13        | 1         |
|                         | Max Fernández Edgar Talavera Solíz                           | Unidad Cívica Solidaridad              | 226 819   | 13,77  | 20        | 7         |
|                         | Antonio Araníbar Quiroga Miguel Urioste Fernández de Córdova | Movimiento Bolivia Libre               | 88 260    | 5,36   | 7         |           |
|                         | Casiano Ancalle Choque Roberto Pacheco García                | Alianza Renovadora Boliviana           | 30 864    | 1,87   | 1         |           |
|                         | Jerjes Justiniano Talavera Pablo Ramos Sánchez               | Alternativa del Socialismo Democrático | 30 286    | 1,84   | 1         |           |
|                         | Carlos Serrate Reich Ramiro Víctor Paz Cerruto               | Vanguardia Revolucionaria 9 de Abril   | 21 100    | 1,28   |           |           |
|                         | José Mario Serrate Paz José Gamarra Zorrilla                 | Falange Socialista Boliviana           | 20 497    | 1,27   |           |           |
|                         | Félix Cárdenas Aguilar Ramiro Barrenechea Zambrana           | Eje Pachakuti                          | 18 123    | 1,10   | 1         |           |
|                         | Ramiro Velasco Romero Lidia Flores Escobar                   | Izquierda Unida                        | 16 137    | 0,98   |           |           |
|                         | Fernando Untoja Choque Tomás Ticuasi Eritaruqui              | Movimiento Katarista Nacional          | 12 681    | 0,77   |           |           |
|                         | Óscar Bonifáz Gutiérrez Nelly Enriqueta Ulloa Mealla         | Organización Social de Independientes  | 8096      | 0,49   |           |           |
|                         | Carlos Valverde Barbery José Roberto Caballero Oropeza       | Movimiento Federalista Democrático     | 6269      | 0,38   |           |           |
| Votos válidos           | Votos válidos                                                | Votos válidos                          | 1 647 710 | 68,68  |           |           |
| Votos en blanco         | Votos en blanco                                              | Votos en blanco                        | 37 071    | 2,14   |           |           |
| Votos nulos             | Votos nulos                                                  | Votos nulos                            | 46 528    | 2,69   |           |           |
| Total de votos emitidos | Total de votos emitidos                                      | Total de votos emitidos                | 1 731 309 | 72,16  | 130       | 27        |
| Inscritos               | Inscritos                                                    | Inscritos                              | 2 399 197 | 100,00 |           |           |
| Abstención              | Abstención                                                   | Abstención                             | 667 888   | 27,84  |           |           |
| Fuente: Nohlen.         |                                                              |                                        |           |        |           |           |

### Elecciones de 1997
Las elecciones generales de 1997 se realizaron el domingo 1 de junio. Fueron las primeras elecciones desde la Reforma Constitucional de 1995, la cual introdujo la elección de diputados uninominales elegidos por voto directo y simple para ocupar la mitad de la Cámara baja, siendo la otra mitad elegida plurinominalmente, además se eliminó del balotaje legislativo a la tercera fórmula más votada, estipulándose sólo a las dos primeras fórmulas más votadas en el sufragio, cuando los candidatos no obtengan mayoría absoluta. Como ningún candidato obtuvo más de la mitad de los votos, el Congreso Nacional decidió entre los candidatos con mayor votación. Hugo Banzer Suárez fue reelegido presidente y la composición del Congreso la siguiente:
|                         |                                                           |                                        |           |        |           |           |
| Candidatos              | Candidatos                                                | Partido                                | Votos     | %      | Diputados | Senadores |
|                         | Hugo Banzer Suárez Jorge Quiroga Ramírez                  | ADN / NFR / PDC                        | 484 705   | 22,26  | 32        | 11        |
|                         | Juan Carlos Durán Saucedo Percy Fernández Añez            | Movimiento Nacionalista Revolucionario | 396 235   | 18,20  | 26        | 4         |
|                         | Remedios Loza Gonzalo Ruiz Paz                            | Conciencia de Patria                   | 373 528   | 17,16  | 19        | 3         |
|                         | Jaime Paz Zamora Samuel Doria Medina                      | Movimiento de Izquierda Revolucionaria | 365 005   | 16,77  | 23        | 7         |
|                         | Ivo Kuljis Fuchner Juan Chahín                            | Unidad Cívica Solidaridad              | 350 728   | 16,11  | 21        | 2         |
|                         | Alejo Véliz Lazo Marcos Dominic Ruíz                      | Izquierda Unida                        | 80 806    | 3,71   | 4         |           |
|                         | Miguel Urioste Fernández de Córdova Marcial Fabricano     | Movimiento Bolivia Libre               | 67 244    | 3,09   | 5         |           |
|                         | Jerjes Justiniano Talavera Sonia Montaño Ferrufino        | Vanguardia Socialista de Bolivia       | 30 212    | 1,39   |           |           |
|                         | Ramiro Barrenechea Zambrana Juan de la Cruz Villca Choque | Eje Pachakuti                          | 18 327    | 0,84   |           |           |
|                         | Eudoro Galindo Anze Ángel Cardona Ayoroa                  | Partido Democrático Boliviano          | 10 381    | 0,48   |           |           |
| Votos válidos           | Votos válidos                                             | Votos válidos                          | 2 177 171 | 66,93  |           |           |
| Votos en blanco         | Votos en blanco                                           | Votos en blanco                        | 76 743    | 3,31   |           |           |
| Votos nulos             | Votos nulos                                               | Votos nulos                            | 67 203    | 2,90   |           |           |
| Total de votos emitidos | Total de votos emitidos                                   | Total de votos emitidos                | 2 321 117 | 71,36  | 130       | 27        |
| Inscritos               | Inscritos                                                 | Inscritos                              | 3 252 791 | 100,00 |           |           |
| Abstención              | Abstención                                                | Abstención                             | 931 674   | 28,64  |           |           |
| Fuente: Centellas.      |                                                           |                                        |           |        |           |           |

### Elecciones de 2002
Las elecciones generales de 2002 se realizaron el 30 de junio de 2002. Como ningún candidato obtuvo más de la mitad de los votos, el Congreso Nacional eligió entre los candidatos con mayor votación. Gonzalo Sánchez de Lozada fue reelegido presidente, recibiendo 84 votos en el Congreso contra 43 votos por Evo Morales Ayma, siendo la composición del Congreso la siguiente:
|                                                                       |                                                        |                                        |           |        |           |           |
| Candidatos                                                            | Candidatos                                             | Partido                                | Votos     | %      | Diputados | Senadores |
|                                                                       | Gonzalo Sánchez de Lozada Carlos Diego Mesa Gisbert    | Movimiento Nacionalista Revolucionario | 624 126   | 22,46  | 36        | 11        |
|                                                                       | Evo Morales Ayma Antonio Peredo Leigue                 | Movimiento al Socialismo               | 581 884   | 20,94  | 27        | 8         |
|                                                                       | Manfred Reyes Villa Ivo Kuljis Füchtner                | Nueva Fuerza Republicana               | 581 163   | 20,91  | 25        | 2         |
|                                                                       | Jaime Paz Zamora Carlos Saavedra Bruno                 | Movimiento de Izquierda Revolucionaria | 453 375   | 16,32  | 26        | 5         |
|                                                                       | Felipe Quispe Huanca Esther Balboa Bustamante          | Movimiento Indígena Pachakuti          | 169 239   | 6,09   | 6         |           |
|                                                                       | Jhonny Fernández Saucedo Marlene Fernández del Granado | Unidad Cívica Solidaridad              | 153 210   | 5,51   | 5         |           |
|                                                                       | Ronald MacLean Abaroa Tito Hoz de Vila                 | Acción Democrática Nacionalista        | 94 386    | 3,40   | 4         | 1         |
|                                                                       | Alberto Costa Obregón Ximena Prudencio Bilbao          | Partido Libertad y Justicia            | 75 522    | 2,72   |           |           |
|                                                                       | Rolando Morales Anaya Ernesto Ayoroa Argandoña         | Partido Socialista                     | 18 162    | 0,65   | 1         |           |
|                                                                       | René Blattmann Bauer Carlos Alarcón Mondonio           | Movimiento Ciudadano para el Cambio    | 17 405    | 0,63   |           |           |
|                                                                       | Nicolás Valdivia Almanza Esperanza Huanca Poma         | Conciencia de Patria                   | 10 336    | 0,37   |           |           |
| Votos válidos                                                         | Votos válidos                                          | Votos válidos                          | 2 778 808 | 66,72  |           |           |
| Votos en blanco                                                       | Votos en blanco                                        | Votos en blanco                        | 130 685   | 4,36   |           |           |
| Votos nulos                                                           | Votos nulos                                            | Votos nulos                            | 84 572    | 2,82   |           |           |
| Total de votos emitidos                                               | Total de votos emitidos                                | Total de votos emitidos                | 2 994 065 | 71,89  | 130       | 27        |
| Inscritos                                                             | Inscritos                                              | Inscritos                              | 4 164 909 | 100,00 |           |           |
| Abstención                                                            | Abstención                                             | Abstención                             | 1 170 844 | 28,11  |           |           |
| Fuente: The 2002 presidential and parliamentary elections in Bolivia. |                                                        |                                        |           |        |           |           |

### Elecciones de 2005
La siguiente elección debía tener lugar en junio de 2007, pero la crisis social y delicada situación institucional que continuó atravesando Bolivia durante 2005 llevó a su adelantamiento, realizándose las elecciones generales de 2005 el 18 de diciembre del mismo año, siendo estas las últimas elecciones realizadas con la Constitución de Bolivia de 1967, y con la Reforma Constitucional de 2004. Los resultados finales dan una mayoría absoluta de más del 54% de votos a Evo Morales y no se necesitó del Congreso Nacional para decidir entre los candidatos con mayor votación. El Congreso quedó compuesto como muestra la siguiente tabla:
|                         |                                                          |                                             |           |        |           |           |
| Candidatos              | Candidatos                                               | Partido                                     | Votos     | %      | Diputados | Senadores |
|                         | Evo Morales Ayma Álvaro García Linera                    | Movimiento al Socialismo                    | 1 544 374 | 53,74  | 72        | 12        |
|                         | Jorge Quiroga Ramírez María René Duchen Cuellar          | Poder Democrático Social                    | 821 745   | 28,59  | 43        | 13        |
|                         | Samuel Doria Medina Carlos Dabdoub Arrien                | Frente de Unidad Nacional                   | 224 090   | 7,79   | 8         | 1         |
|                         | Michiaki Nagatani Morishita Guillermo Bedregal Gutiérrez | Movimiento Nacionalista Revolucionario      | 185 859   | 6,46   | 7         | 1         |
|                         | Felipe Quispe Huanca Camila Choqueticlla                 | Movimiento Indígena Pachakuti               | 61 948    | 2,15   |           |           |
|                         | Gildo Angulo Cabrera Gonzalo Quiroga Soria               | Nueva Fuerza Republicana                    | 19 667    | 0,68   |           |           |
|                         | Eliceo Rodríguez Pari Rodolfo Flores Moreli              | Frente Patriótico Agropecuario de Bolivia   | 8737      | 0,30   |           |           |
|                         | Néstor García Rojas –                                    | Unión Social de los Trabajadores de Bolivia | 7381      | 0,25   |           |           |
| Votos válidos           | Votos válidos                                            | Votos válidos                               | 2 873 801 | 78,28  |           |           |
| Votos en blanco         | Votos en blanco                                          | Votos en blanco                             | 124 046   | 3,99   |           |           |
| Votos nulos             | Votos nulos                                              | Votos nulos                                 | 104 570   | 3,37   |           |           |
| Total de votos emitidos | Total de votos emitidos                                  | Total de votos emitidos                     | 3 102 417 | 84,50  | 130       | 27        |
| Inscritos               | Inscritos                                                | Inscritos                                   | 3 671 152 | 100,00 |           |           |
| Abstención              | Abstención                                               | Abstención                                  | 568 735   | 15,50  |           |           |
| Fuente: IFES, IFES.     |                                                          |                                             |           |        |           |           |

### Elecciones de 2009
El 6 de diciembre de 2009 se celebraron las elecciones generales de 2009 en Bolivia, luego de la realización de Asamblea Constituyente de Bolivia de 2006, el Referéndum constitucional de Bolivia de 2009 realizado el 25 de enero de 2009 y la promulgación de la Constitución boliviana de 2009 el 7 de febrero de 2009 en un multitudinario evento en la ciudad de El Alto.
Evo Morales, del Movimiento al Socialismo, logró la reelección, asegurándose su continuidad en el cargo hasta 2015. En estos comicios también se eligieron los 130 diputados y 36 senadores que conformarán la Asamblea Plurinacional. Los observadores internacionales enviados por la OEA y por la Unión Europea avalaron el proceso electoral y destacaron la «tranquilidad, participación masiva y legitimidad democrática» de los comicios.
|                                      |                                                 |                                                   |           |        |           |           |
| Candidatos                           | Candidatos                                      | Partido                                           | Votos     | %      | Diputados | Senadores |
|                                      | Evo Morales Ayma Álvaro García Linera           | Movimiento al Socialismo                          | 2 943 209 | 64,22  | 88        | 26        |
|                                      | Manfred Reyes Villa Leopoldo Fernández Ferreira | Plan Progreso para Bolivia- Convergencia Nacional | 1 212 795 | 26,46  | 37        | 10        |
|                                      | Samuel Doria Medina Gabriel Helbing             | Frente de Unidad Nacional                         | 258 971   | 5,65   | 3         |           |
|                                      | René Joaquino Carlos Suárez Gonzáles            | Alianza Social                                    | 106 027   | 2,31   | 2         |           |
|                                      | Ana María Flores Guillermo Núñez Del Prado      | Movimiento de Unidad Social Patriótica            | 23 257    | 0,51   |           |           |
|                                      | Román Loayza Porfirio Quispe                    | GENTE                                             | 15 627    | 0,34   |           |           |
|                                      | Alejo Véliz Lazo Pablo Valdez Molina            | Pueblos por la Libertad y Soberanía               | 12 995    | 0,28   |           |           |
|                                      | Rime Choquehuanca Nora Castro                   | Bolivia Social Demócrata                          | 9905      | 0,22   |           |           |
| Votos válidos                        | Votos válidos                                   | Votos válidos                                     | 4 582 786 | 89,16  |           |           |
| Votos en blanco                      | Votos en blanco                                 | Votos en blanco                                   | 156 290   | 3,21   |           |           |
| Votos nulos                          | Votos nulos                                     | Votos nulos                                       | 120 364   | 2,48   |           |           |
| Total de votos emitidos              | Total de votos emitidos                         | Total de votos emitidos                           | 4 859 440 | 94,54  | 130       | 36        |
| Inscritos                            | Inscritos                                       | Inscritos                                         | 5 139 554 | 100,00 |           |           |
| Abstención                           | Abstención                                      | Abstención                                        | 280 114   | 5,45   |           |           |
| Fuente: Comisión Nacional Electoral. |                                                 |                                                   |           |        |           |           |

### Elecciones de 2014
El 12 de octubre de 2014 se celebraron las elecciones generales de 2014 en Bolivia. Evo Morales, del Movimiento al Socialismo, logró la reelección, asegurándose su continuidad en el cargo hasta 2020. En estos comicios también se eligieron los 130 diputados y 36 senadores que conformarán la Asamblea Plurinacional. La Asamblea fue controlada en ambas cámaras por el  Movimiento al Socialismo que tuvo más de 2/3. Estos comicios fueron los segundos bajo la Constitución boliviana de 2009, y los primeros controlados y verificados por el nuevo Órgano Electoral Plurinacional. Los periodos de los senadores y diputados fueron prorrogados hasta el 3 de noviembre de 2020, mediante Ley 1270 debido a las polémicas elecciones generales de 2019 que fueron acusadas de fraudulentas y por la pandemia de COVID-19 en Bolivia que obligó aplazar las nuevas elecciones generales de 2020. De esta Cámara de Senadores se proclamó a la segunda vicepresidenta del Senado Jeanine Áñez Chávez presidente de Bolivia el 12 de noviembre de 2019 tras los conflictos desatados posteriores a los resultados de las elecciones, la renuncia de Evo Morales Ayma, del vicepresidente Álvaro García Linera y de los presidentes de ambas cámaras, proclamándose así Añez sin quorum necesario presidenta del Estado.
|                                                      |                                            |                             |           |        |           |           |
| Candidatos                                           | Candidatos                                 | Partido                     | Votos     | %      | Diputados | Senadores |
|                                                      | Evo Morales Ayma Álvaro García Linera      | Movimiento al Socialismo    | 3 173 304 | 61,36  | 88        | 25        |
|                                                      | Samuel Doria Medina Ernesto Suárez Sattori | Frente de Unidad Nacional   | 1 253 288 | 24,23  | 32        | 9         |
|                                                      | Jorge Quiroga Ramírez Tomasa Yarhui        | Partido Demócrata Cristiano | 467 311   | 9,04   | 10        | 2         |
|                                                      | Juan del Granado Cosío Adriana Gil Moreno  | Movimiento Sin Miedo        | 140 285   | 2,71   |           |           |
|                                                      | Fernando Vargas Mosúa Margot Soria Saravia | Partido Verde de Bolivia    | 137 240   | 2,65   |           |           |
| Votos válidos                                        | Votos válidos                              | Votos válidos               | 5 171 428 | 82,79  |           |           |
| Votos en blanco                                      | Votos en blanco                            | Votos en blanco             | 108 187   | 2,09   |           |           |
| Votos nulos                                          | Votos nulos                                | Votos nulos                 | 208 061   | 4,02   |           |           |
| Total de votos emitidos                              | Total de votos emitidos                    | Total de votos emitidos     | 5 487 676 | 87,85  | 130       | 36        |
| Inscritos                                            | Inscritos                                  | Inscritos                   | 6 245 959 | 100,00 |           |           |
| Abstención                                           | Abstención                                 | Abstención                  | 758 283   | 12,14  |           |           |
| Fuente: Tribunal Supremo Electoral (votos, escaños). |                                            |                             |           |        |           |           |

### Elecciones de 2020
El 18 de octubre de 2020, los resultados finales dan una victoria en primera vuelta con 55,11 % de los votos a Luis Arce. La Asamblea es controlada por mayoría en ambas cámaras por el Movimiento al Socialismo. Estas elecciones se realizaron después de las polémicas elecciones de 2019 donde se acusó al gobierno de fraude electoral. Además que estas elecciones se pospusieron por pandemia de COVID-19 en Bolivia.
|                                    |                         |                                            |                                      |           |           |           |           |
| Candidatos                         | Candidatos              | Candidatos                                 | Partido / Alianza                    | Votos     | %         | Diputados | Senadores |
|                                    |                         | Luis Arce David Choquehuanca               | Movimiento al Socialismo             | 3 391 497 | 55,11 %   | 75        | 21        |
|                                    |                         | Carlos Mesa Gustavo Pedraza                | Comunidad Ciudadana                  | 1 775 044 | 28,84 %   | 39        | 11        |
|                                    |                         | Luis Fernando Camacho Marco Antonio Pumari | Creemos                              | 859 783   | 13,97 %   | 16        | 4         |
|                                    |                         | Chi Hyun Chung Salvador Pinto              | Frente para la Victoria              | 95 166    | 1,55 %    | 0         | 0         |
|                                    |                         | Feliciano Mamani Ruth Nina                 | Partido de Acción Nacional Boliviano | 31 754    | 0,52 %    | 0         | 0         |
| Votos válidos                      | Votos válidos           | Votos válidos                              | Votos válidos                        | 6 160 109 | 95,01 %   |           |           |
| Votos en blanco                    | Votos en blanco         | Votos en blanco                            | Votos en blanco                      | 91 426    | 1,41 %    |           |           |
| Votos nulos                        | Votos nulos             | Votos nulos                                | Votos nulos                          | 232 358   | 3,58 %    |           |           |
| Total de votos emitidos            | Total de votos emitidos | Total de votos emitidos                    | Total de votos emitidos              | 6 483 893 | 88,42 %   |           |           |
| Inscritos                          | Inscritos               | Inscritos                                  | Inscritos                            | 7 332 925 | 7 332 925 |           |           |
| Abstención                         | Abstención              | Abstención                                 | Abstención                           | 849 033   | 11,58 %   |           |           |
| Fuente: Tribunal Supremo Electoral |                         |                                            |                                      |           |           |           |           |